# Liste der Kirchen und Klöster in Burgund

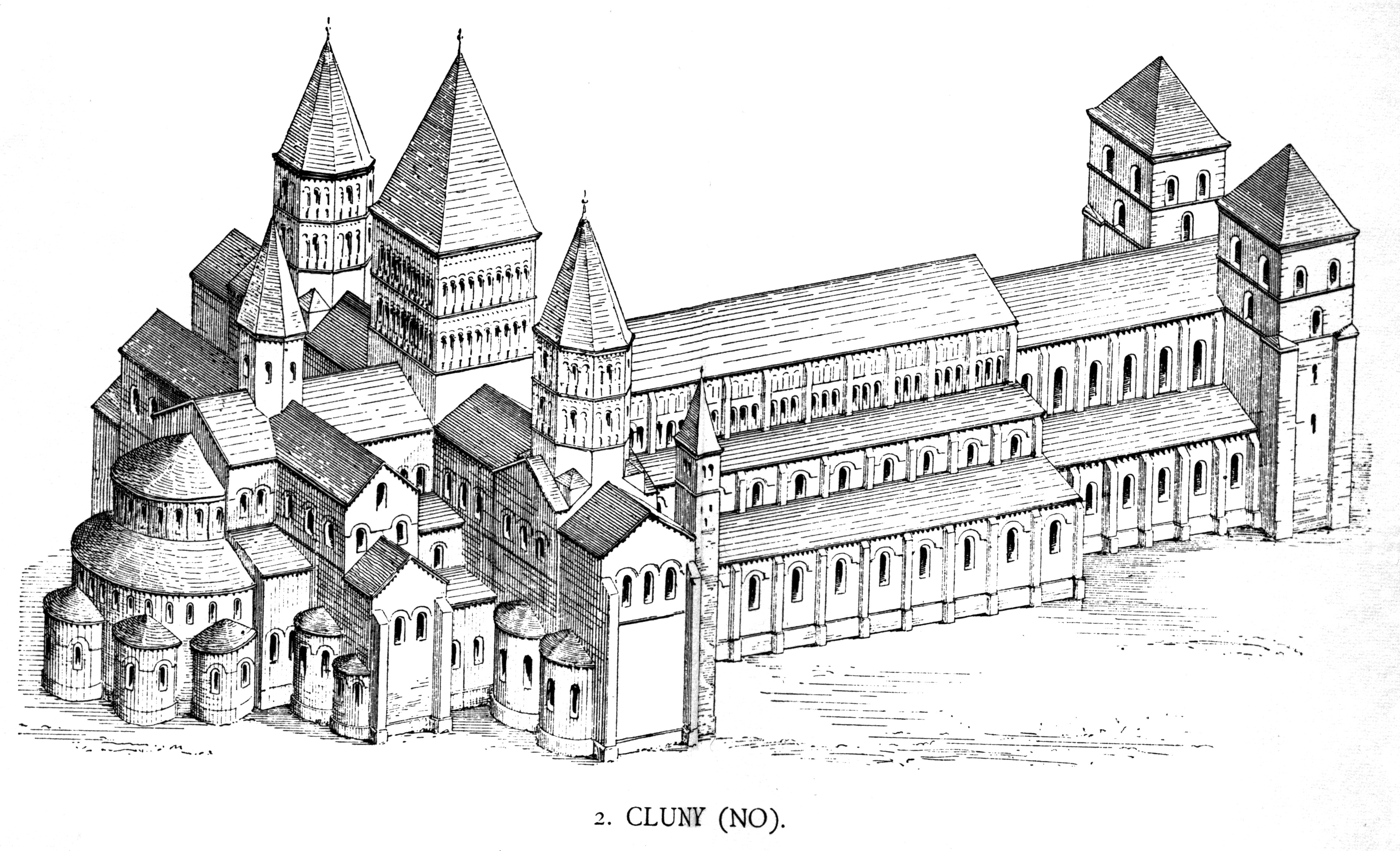
Rekonstruktion des Klosters Cluny

Diese Liste führt Kirchen und Klöster in der ehemaligen französischen Region Burgund (Bourgogne) auf.

## Einleitung
Burgund ist eine der ältesten und reichsten Kulturlandschaften Frankreichs. Zeugnisse christlicher Sakralarchitektur reichen bis in die Spätantike zurück. Zu den frühesten christlichen Zentren zählen u. a. die Bischofssitze Autun, Auxerre, Mâcon und Sens. In merowingischer und karolingischer Epoche kam es zu zahlreichen Klostergründungen. Der bedeutendste erhaltene frühmittelalterliche Bau ist die Krypta von Saint-Germain in Auxerre mit karolingischen Fresken.
Im Hochmittelalter war Burgund die Wiege der Reformorden der Cluniazenser und der Zisterzienser (bedeutende erhaltene Bauten der Cluniazenser u. a.: Cluny, Paray-le-Monial; und der Zisterzienser: Fontenay und Pontigny). Die Wallfahrtskirche von Vézelay wurde zu einem Hauptausgangspunkt der Pilgerfahrt nach Santiago de Compostela. Bereits im 11. Jahrhundert wurden die ersten Kirchenbauten gewölbt (Chapaize), in der Kirche Saint-Philibert in Tournus gab es den einmaligen Versuch einer Wölbung durch Quertonnen. In der Krypta von Saint Benigne in Dijon haben sich die Fundamente eines bedeutenden Zentralbaus des 11. Jahrhunderts erhalten. Die Cluniazenser führten die stabilere Spitztonne ein. Der typisch Cluniazensische Wandgliederung war dreiteilig: Meist spitzbogige Pfeilerarkaden zu den Seitenschiffen, darüber eine durch Blendarkaden und Lisenen gegliederte Zone (ohne Emporen) und der Obergaden, darüber die Spitztonne. Etliche Großbauten des 12. Jahrhunderts in und außerhalb Burgunds übernahmen den cluniazensischen Baustil (in Burgund: Autun, Vézelay). Die Zisterzienser vereinfachten dagegen den Wandaufbau und verzichteten auf das Zwischengeschoss in der Wand. In Fontenay (das einzige erhaltene Beispiel des frühesten zisterziensischen Baustils in Burgund) fehlt selbst der Obergaden, so dass der einzige Lichteinfall durch die Seitenschiffe und die Fenster der Westfassade und des Chores erfolgte. Die Burgundische Romanik wirkte sich auch auf die Nachbarregionen aus (Beispiele: Payerne und Romainmôtier in der Schweiz).
Die Bauplastik der burgundischen Romanik gehört zu dem Besten, was im 12. Jahrhundert in Europa geschaffen wurde. An erster Stelle seien die Tympana von Vézelay und Autun genannt, des Weiteren die Kapitelle in Saulieu. Außerhalb von Burgund ist u. a. Moissac vergleichbar.
Die bedeutendsten romanischen Fresken Burgunds finden sich in der Kapelle von Berzé-la-Ville (12. Jahrhundert). Aus dem 11. Jahrhundert stammen die Fresken in der Krypta der Kathedrale von Auxerre. Die Kathedrale von Sens ist ein Hauptwerk der frühen Gotik des 12. Jahrhunderts.
Im 13. Jahrhundert bildete sich eine eigenständige Burgundische Gotik aus, mit Hauptwerken in Dijon (Notre-Dame), Auxerre, Semur-en-Auxois, Saint-Père-sous-Vézelay und Saint-Thibault. Charakteristisch für die Burgundische Gotik ist die von Jantzen so bezeichnete „diaphane Wand“, sprich: die Wand ist nach Möglichkeit in der Mauermasse aufgelöst, ist vielmehr „zweischalig“ ausgebildet, auf die Spitze getrieben z. B. in Saint-Thibault. Ein weiteres Charakteristikum der Burgundischen Gotik sind die in unterschiedlicher Höhe versetzten Gewölbe- und Arkadenauflagen, insbesondere an den Vorhallen von Notre-Dame in Dijon und in Beaune. Im deutschsprachigen Raum findet sich ein Nachklang der Burgundischen Gotik z. B. am Chor des Basler Münsters und in der Vorhalle von Kloster Maulbronn.
Im 14. Jahrhundert tritt mit Claus Sluter einer der bedeutendsten Bildhauer der Epoche in Dijon in Erscheinung. Er schuf den Mosesbrunnen und die Portalskulpturen der Chartreuse de Champmol sowie das Grabmal Philipp des Kühnen (Musée des Beaux-Arts, Dijon).
Nachdem Burgund an Frankreich gefallen war, ebbte die Blüte der burgundischen Sakralarchitektur ab. In der Zeit der Spätgotik und der Renaissance entstanden nur noch wenige Großbauten (z. B. Saint-Pierre in Tonnerre und Saint-Michel in Dijon), aus dem Barock hat sich kaum eine nennenswerte Kirche erhalten.
In dieser Liste sind nur die architektonisch oder historisch bedeutendsten Sakralbauten aufgelistet. Die mehr als tausend romanischen Dorfkirchen und Kapellen sind in den Listen romanischer Klöster, Kirchen und Kapellen in Burgund zu finden: Côte-d’Or, Nièvre, Saône-et-Loire und Yonne.

## Hauptwerke burgundischer Sakralarchitektur

### Romanik
| |  |
| - Anzy-le-Duc - Autun (gotische Zutaten: Vorhalle, Ecktürme, Vierungsturm, heutige hohe Apsis) - Avallon - Beaune - Berzé-la-Ville - Chapaize - Charlieu - Cîteaux (gotische Zutaten: Vierungsturm, Bibliotheksgebäude; grafisch dokumentiert, nach der Revolution außer der Bibliothek abgerissen) - Cluny (grafisch gut dokumentiert, aber nach der Revolution größtenteils abgerissen) - Fontenay (zisterziensische Schlichtheit als Gegenpol zur Pracht von Cluny) - La Charité - St-Étienne (Nevers) - Paray-le-Monial (Vierungsturm neoromanisch) - Semur-en-Brionnais - Tournus (gilt als älteste Zweiturmfront) - Vézelay (Übergangsstil, Langhaus romanisch, Umgangschor und Querhaus gotisch) |  |

### Gotik
| - Kathedrale von Auxerre (historisch zum Erzbistum Sens) - Saint-Germain d’Auxerre (historisch zum Erzbistum Sens) - Clamecy (im Mittelalter Bistum Autun im Erzbistum Lyon) - Notre-Dame in Dijon (im Mittelalter Bistum Langres im Erzbistum Lyon) - Kathedrale von Dijon (im Mittelalter Kathedrale des Bistums Langres im Erzbistum Lyon) - Kathedrale von Nevers (historisch zum Erzbistum Sens) - Pontigny (historisch zum Erzbistum Sens) - Saint-Thibault (historisch zum Bistum Autun im Erzbistum Lyon) - Semur-en-Auxois (historisch zum Erzbistum Sens) - Saint-Père-sous-Vézelay (historisch Bistum Autun, Erzbistum Lyon) - Kathedrale von Sens (historisch in der Krondomäne; das Erzbistum Sens umfasste auch die Île-de-France) |

## Côte-d’Or
1. Saint-Pierre et Saint-Paul in Aignay-le-Duc (13. Jahrhundert)
2. Saint-Léger in Alise-Sainte-Reine (7.–12. Jahrhundert)
3. Notre-Dame in Auxonne, ehem. Stiftskirche (13. Jahrhundert)
4. Notre-Dame-de-la-Nativité in Bagnot (12./13. Jahrhundert; Fresken 15. Jahrhundert)
5. Saint-Jean-l’Evangeliste in Bard-le-Régulier, ehem. Priorat (Ende 12. Jahrhundert)
6. Notre-Dame in Beaune, ehem. Stiftskirche (12. Jahrhundert)
7. Saint-Martin in Bellenot-sous-Pouilly (um 1200)
8. Saint-Nazaire-et-Saint-Celse in Bessey-la-Cour (um 1200)
9. Saint-Germain-d’Auxerre in Bligny-sur-Ouche (im Kern 12. Jahrhundert)
10. Saint-Antonin in Bussy-le-Grand (12. Jahrhundert)
11. Chartreuse de Champmol bei Dijon (siehe Claus Sluter)
12. Sainte-Sabine in Châteauneuf (12. Jahrhundert)
13. Notre-Dame in Châtillon-sur-Seine (12. Jahrhundert)
14. Saint-Vorles in Châtillon-sur-Seine (im Kern Ende 10. Jahrhundert)
15. Sainte-Trinité in Chevigny-Saint-Sauveur (12. Jahrhundert)
16. Cîteaux, ehem. Zisterzienserabtei (12. Jahrhundert, abgegangen)
17. Saint-Cyr-et-Sainte-Julitte in Clamerey (im Kern 12. Jahrhundert)
18. Saint-Médard in Clomot (im Kern 12. Jahrhundert)
19. Saint-Hippolyte in Combertault (12. Jahrhundert)
20. Saint Benigne in Dijon, ehem. Benediktinerabtei, Kathedrale (frühes 11. Jahrhundert, Neubau Ende 13. Jahrhundert)
21. Notre-Dame in Dijon (1220 bis 1250)
22. Saint-Philibert in Dijon (12. Jahrhundert)
23. Saint-Michel in Dijon (1499 bis 1529)
24. Saint-Jean in Dijon (16. Jahrhundert)
25. Saint-Étienne in Dijon (15.–18. Jahrhundert)
26. Saint-Martin in Fénay (im Kern 12. Jahrhundert)
27. Fixey bei Fixin (im Kern 10. Jahrhundert)
28. Saint-Martin in Fixin (12., 14. Jahrhundert)
29. Saint-Pierre de Flavigny in Flavigny-sur-Ozerain, ehem. Benediktinerabtei (Krypta, 9. Jahrhundert; Ruinen 11./12. Jahrhundert)
30. Saint-Genest in Flavigny-sur-Ozerain (13., 15. und 16. Jahrhundert; Chorgestühl 16. Jahrhundert)
31. Fontaine lès Dijon, ehem. Zisterzienserabtei (abgegangen)
32. Fontenay, ehem. Zisterzienserabtei (12. Jahrhundert), zählt seit 1981 zum UNESCO-Weltkulturerbe
33. Notre-Dame-de-l'Assomption in Gemeaux (im Kern 10. Jahrhundert)
34. Saint-Pierre in Gerland (um 1200)
35. Château de Gilly bei Vougeot, ehem. Zisterzienserabtei
36. Saint-Pierre in Glanot bei Mont-Saint-Jean (12. Jahrhundert)
37. Saint-Pierre in Hauteville-lès-Dijon (um 1000)
38. La Bussière in La Bussière-sur-Ouche, ehem. Zisterzienserabtei (12. Jahrhundert)
39. Saint-Martin in La Motte-Ternant (11. Jahrhundert)
40. Notre-Dame-de-la-Nativité in La Rochepot, ehem. Priorat Saint-Georges (im Kern 12. Jahrhundert; romanische Kapitelle)
41. Lieu-Dieu bei Beaune, ehem. Zisterzienserabtei
42. Saint-Vorles in Marcenay (11. Jahrhundert)
43. Meursault, ehem. Zisterzienserabtei
44. Molesme, ehem. Zisterzienserabtei
45. Saint-Jean-Baptiste in Mont-Saint-Jean (im Kern 12. Jahrhundert)
46. Saint-Martin in Montigny-sur-Armançon (12. Jahrhundert)
47. Saint-Symphorien in Nuits-Saint-Georges (13. Jahrhundert, „Übergangsstil“)
48. Saint-Laurent im Prusly-sur-Ource (romanisch)
49. Saint-Aubin in Saint-Aubin (10./11. Jahrhundert)
50. Saint-Jean-Baptiste in Saint-Jean-de-Losne (15./16. Jahrhundert)
51. Saint-Phal bei Bretenière (11.–13. Jahrhundert)
52. Saint-Thibault in Saint-Thibault, ehem. Prioratskirche (13. Jahrhundert)
53. Saint-Vivant in Curtil-Vergy, ehem. Cluniazenserabtei, Ruine (gegr. um 910; Baureste 18. Jahrhundert)
54. Notre-Dame-de-la-Nativité in Salmaise (romanisch)
55. Saint-Andoche in Saulieu (12. Jahrhundert; romanische Kapitelle)
56. Notre-Dame in Semur-en-Auxois, ehem. Stiftskirche (13. Jahrhundert)
57. Saint-Pierre-et-Saint-Paul in Sussey (romanisch)
58. Saint-Florent-et-Saint-Honoré in Til-Châtel (12. Jahrhundert)
59. Saint-Saturnin de Vergy in Reulle-Vergy (im Kern 12. Jahrhundert)
60. Saint-Martin in Vic-de-Chassenay (um 1200)
61. Saint-Laurent in Vieux-Château (12. Jahrhundert)
62. Saint-Germain in Vitteaux (im Kern 12. Jahrhundert)
63. Saint-Marcel in Vix, ehem. Priorat (12. Jahrhundert)

Kirchen und Klöster im Département Côte-d’Or
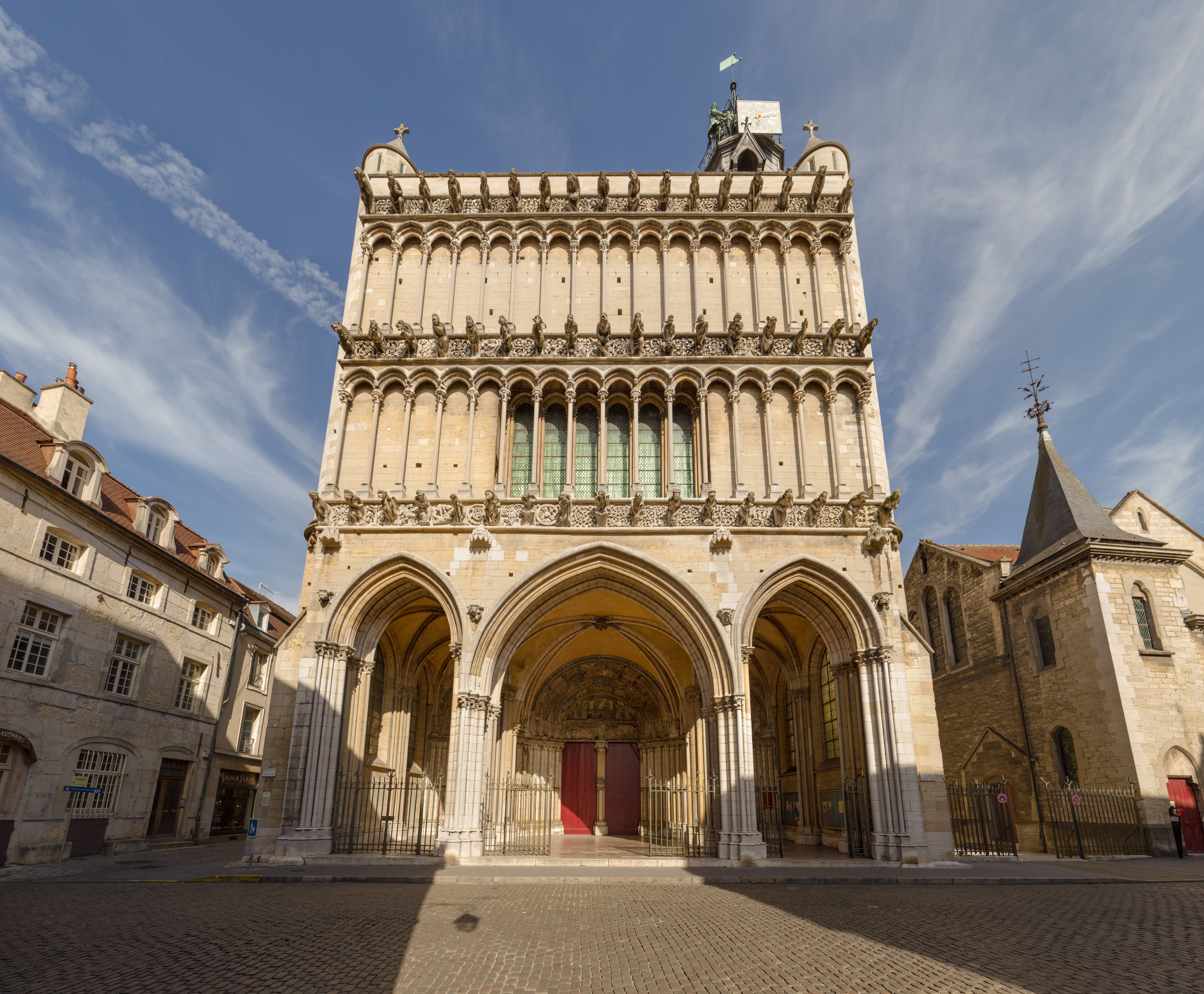
Notre-Dame de Dijon: Hauptwerk der Burgundischen Gotik (13. Jahrhundert)
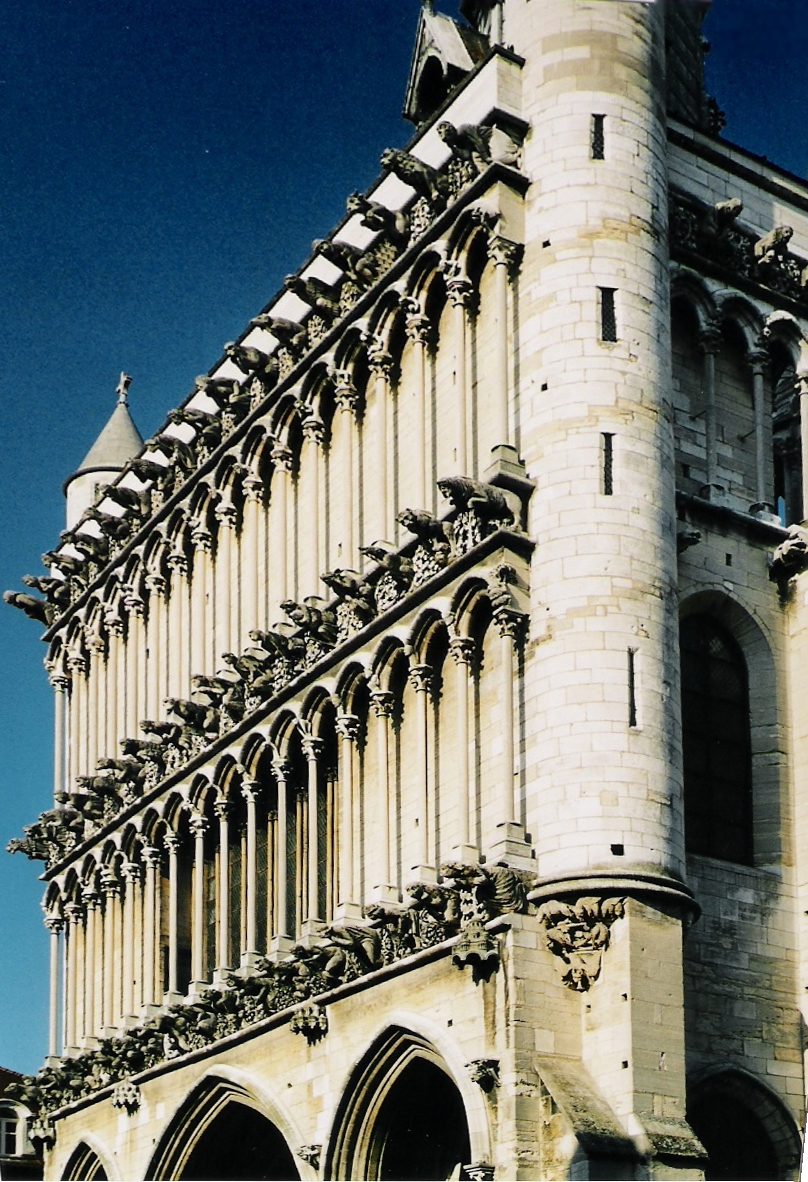
Notre-Dame de Dijon: Gotische Fassade
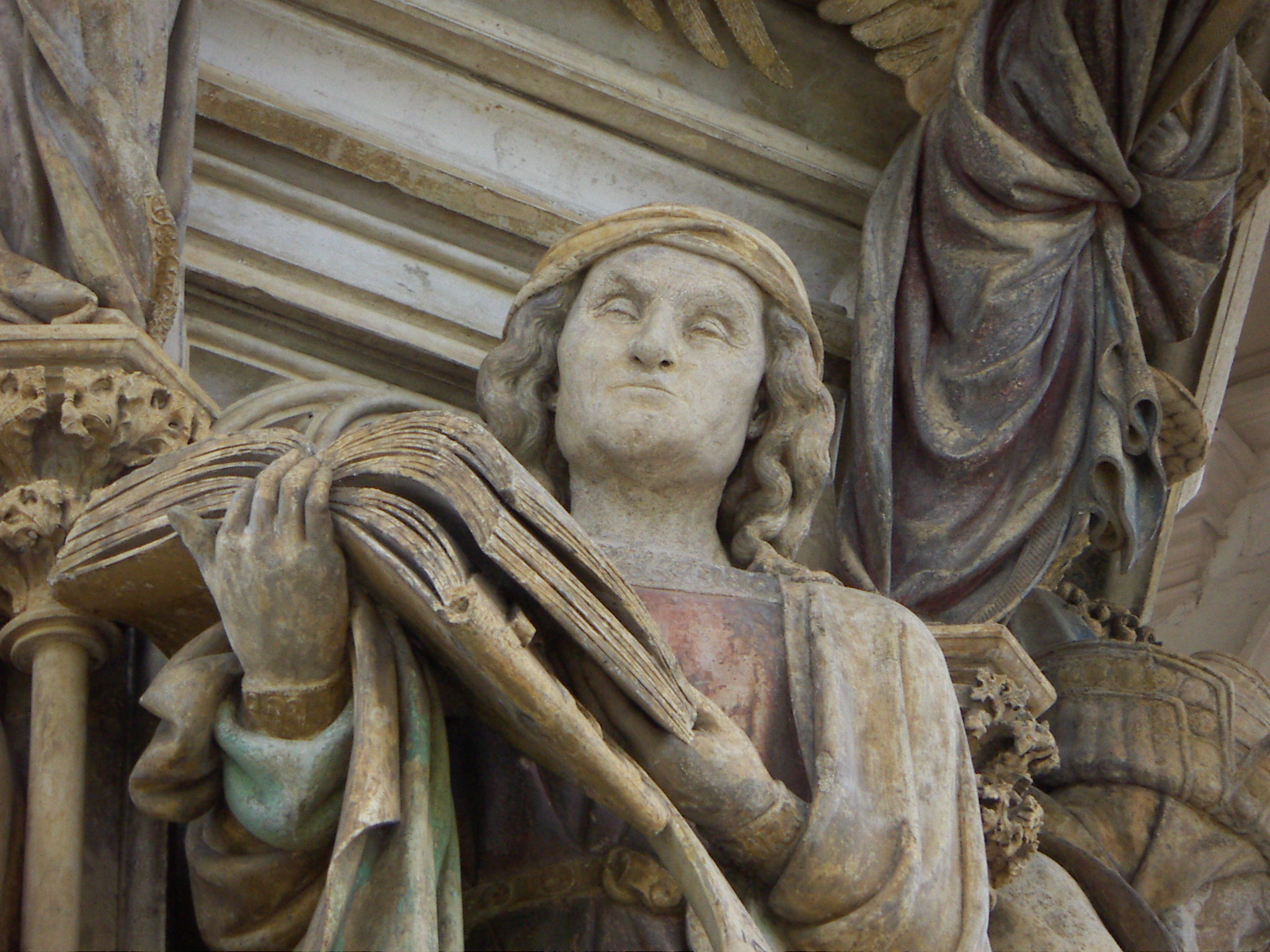
Mosesbrunnen von Claus Sluter in Dijon (14. Jahrhundert)
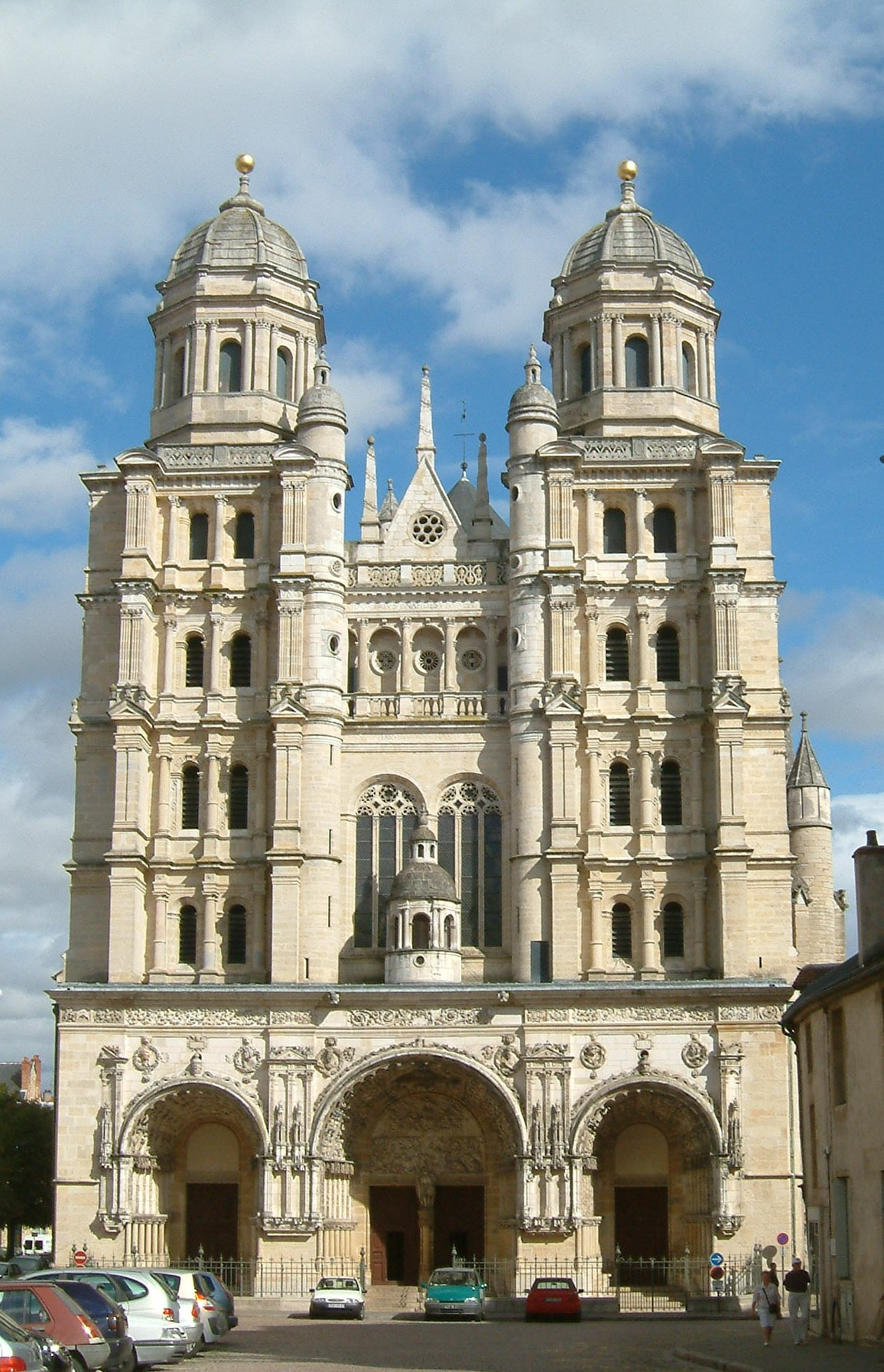
Saint-Michel de Dijon: Hauptwerk der burgundischen Renaissance
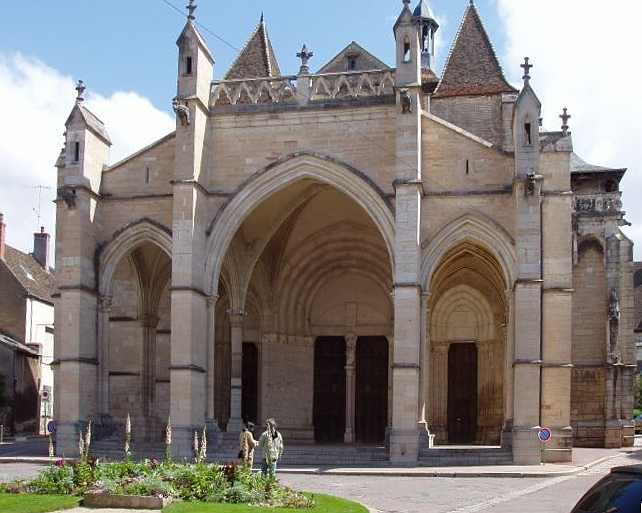
Beaune: Gotische Vorhalle
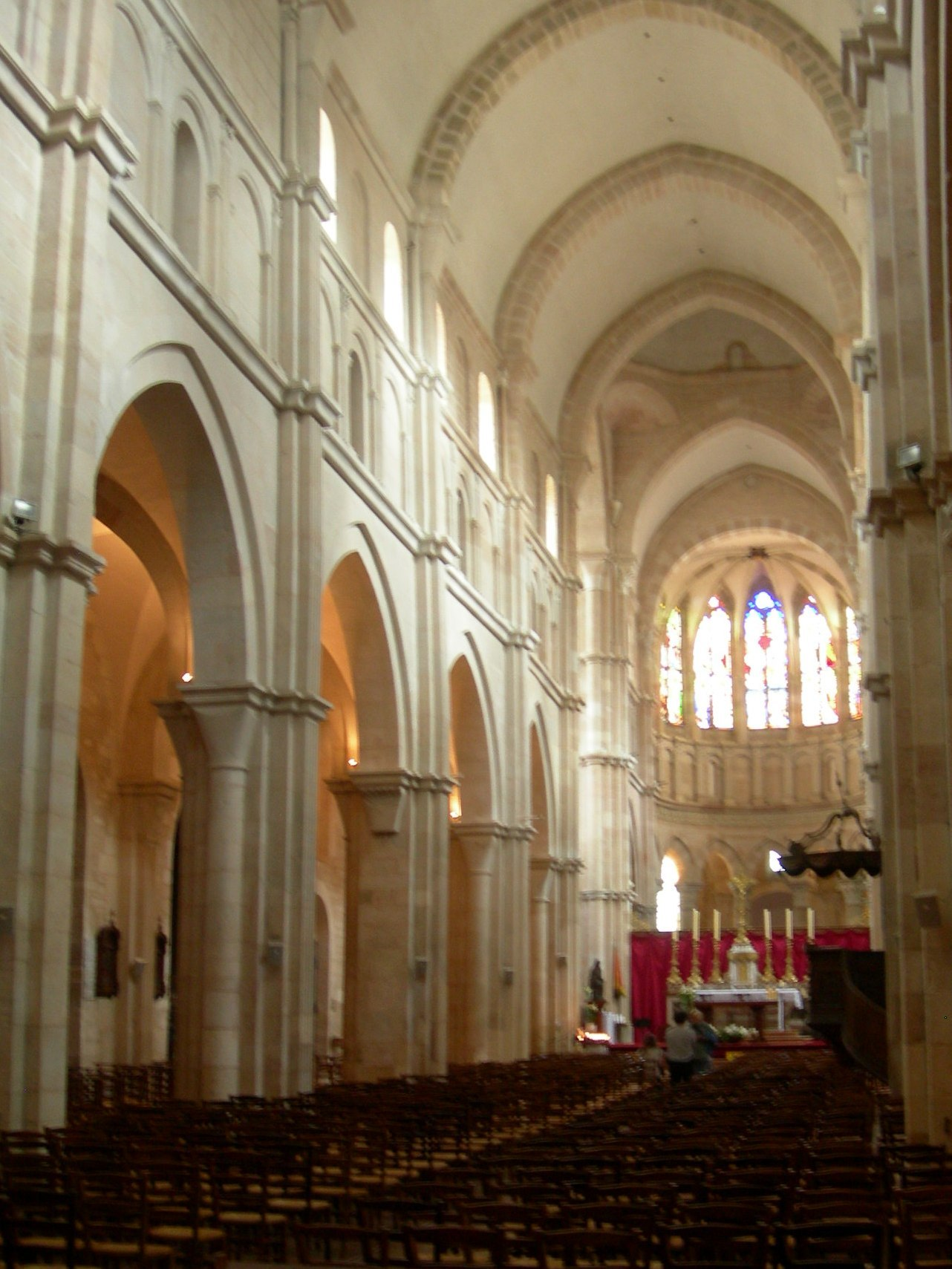
Beaune: Cluniazensischer Wandaufriss
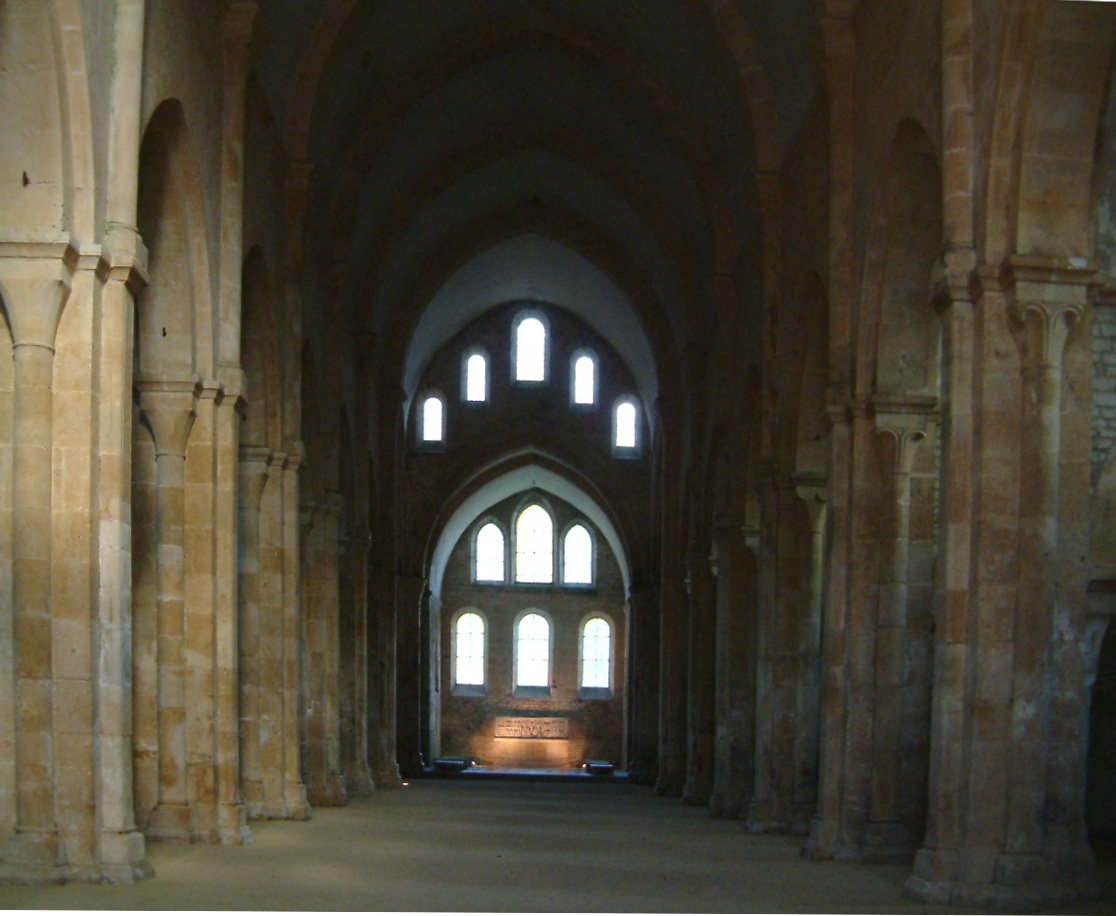
Fontenay: Zisterzienserabtei
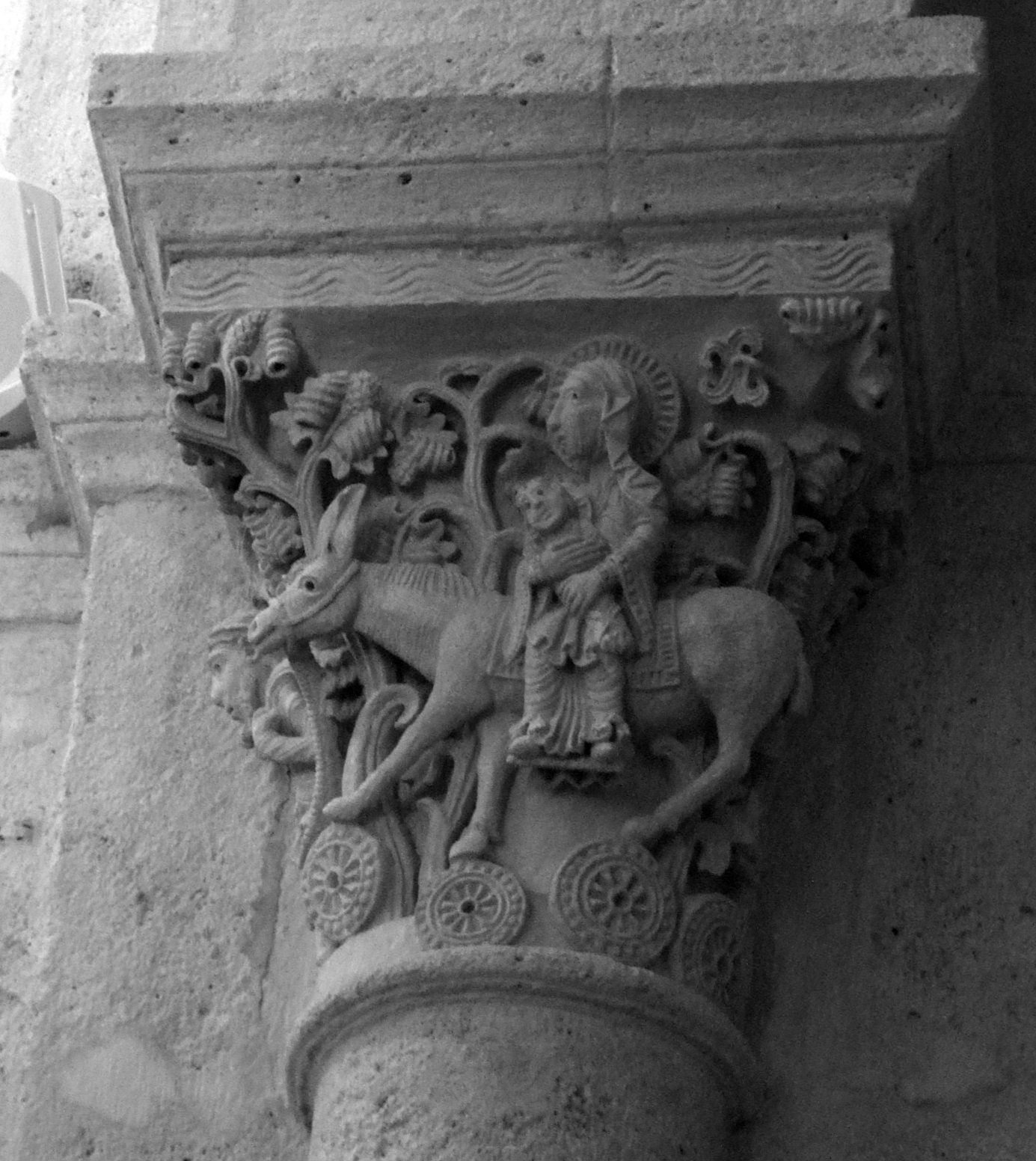
Saulieu: Romanisches Kapitell
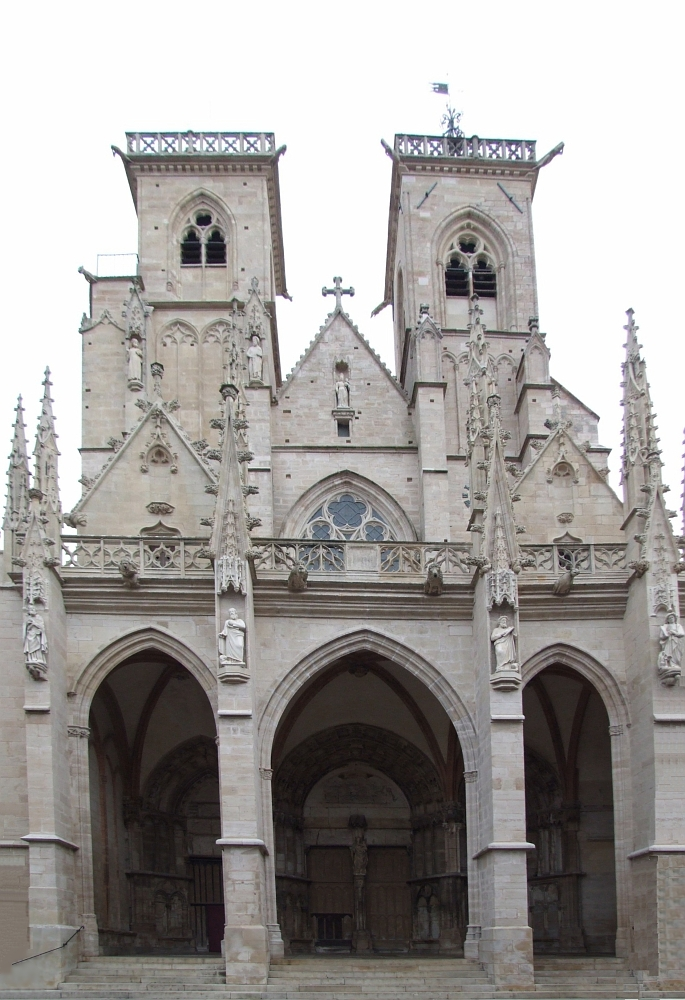
Semur-en-Auxois: Gotische Fassade
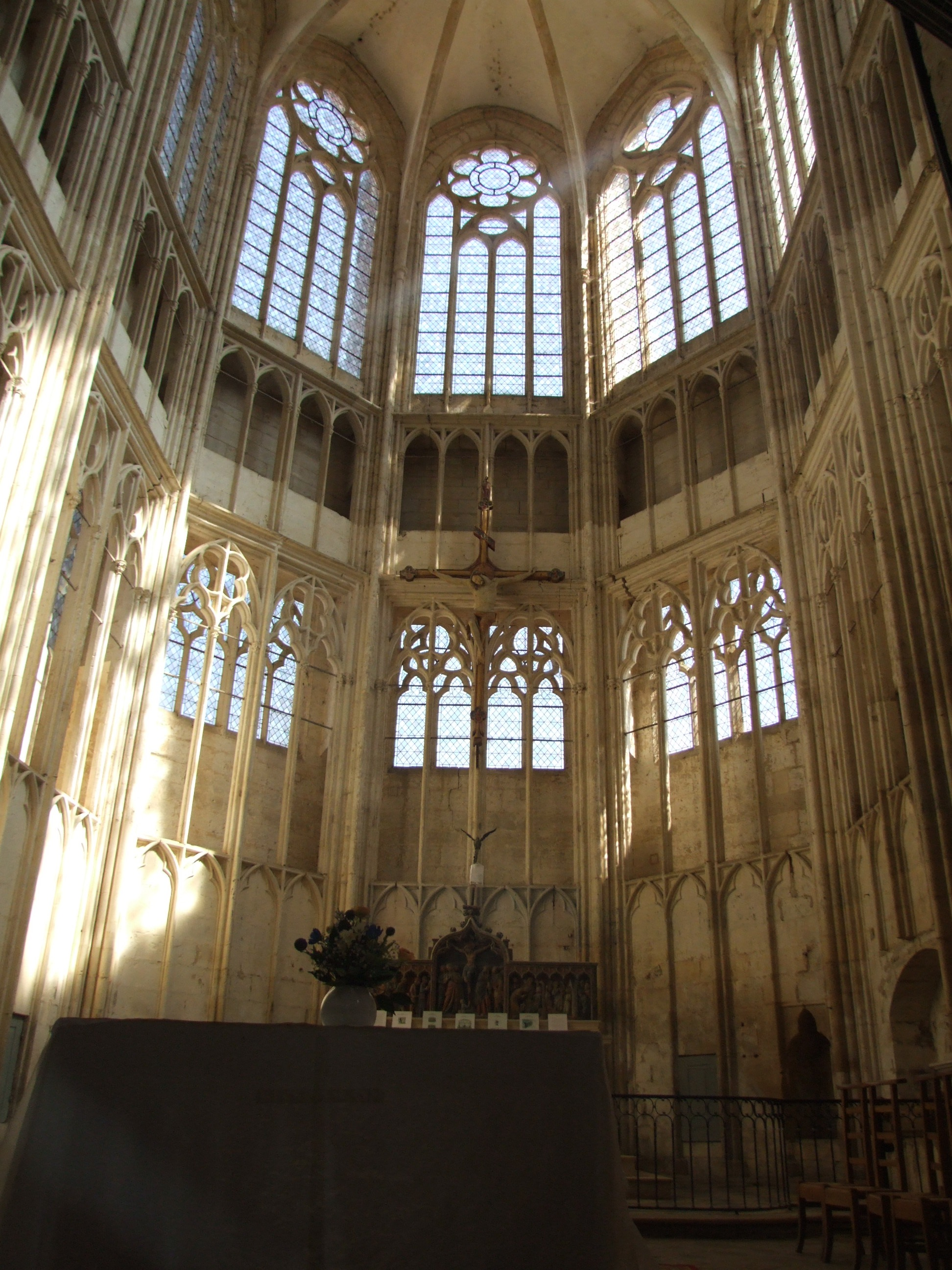
Saint-Thibault: Hauptwerk der Burgundischen Gotik (13. Jahrhundert)

## Nièvre
1. Saint-Laurent in Béard (12. Jahrhundert)
2. Saint-Barthélémy in Cervon, ehem. Stiftskirche Saint-Eptade (Tympanon, 12. Jahrhundert)
3. Saint-Pierre in Champvoux (romanisch)
4. Saint-Martin in Clamecy, ehem. Stiftskirche (13. Jahrhundert)
5. Saint-Laurent in Commagny bei Moulins-Engilbert, ehem. Priorat (Anf. 12. Jahrhundert)
6. Saint-Agnan in Cosne-Cours-sur-Loire, ehem. Priorat (Ende 11. Jahrhundert)
7. Notre-Dame-du-Pré in Donzy-le-Pré bei Donzy, ehem. Priorat (12. Jahrhundert, bedeutendes Tympanon)
8. Saint-Martin in Garchizy (im Kern 12. Jahrhundert)
9. Saint-Sylvestre in Jailly (11./12. Jahrhundert)
10. La Charité, ehem. Benediktinerabtei (11./12. Jahrhundert)
11. Saint-Julien in Mars-sur-Allier, ehem. Priorat (12. Jahrhundert; Tympanon)
12. Saint-Etienne in Nevers, ehem. Prioratskirche (12. Jahrhundert)
13. Kathedrale von Nevers (wichtigste Bauperiode: 13. Jahrhundert)
14. Saint Germain in Rouy (12. Jahrhundert)
15. Saint-Patrice in Saint-Parize-le-Châtel (im Kern Anf. 12. Jahrhundert; romanische Kapitelle)
16. Saint-Pierre in Saint-Pierre-le-Moûtier (romanisch)
17. Saint-Révérien in Saint-Révérien, ehem. Priorat (12. Jahrhundert; romanische Kapitelle)
18. Saint-Pierre in Sémelay, ehem. Priorat (12. Jahrhundert)
19. Saint-Laurent in Verneuil (12. Jahrhundert)
20. Chartreuse Notre-Dame du Val Saint-Jean de Basseville, ehem. Kartäuserkloster (14. Jahrhundert)

Kirchen und Klöster im Département Nièvre
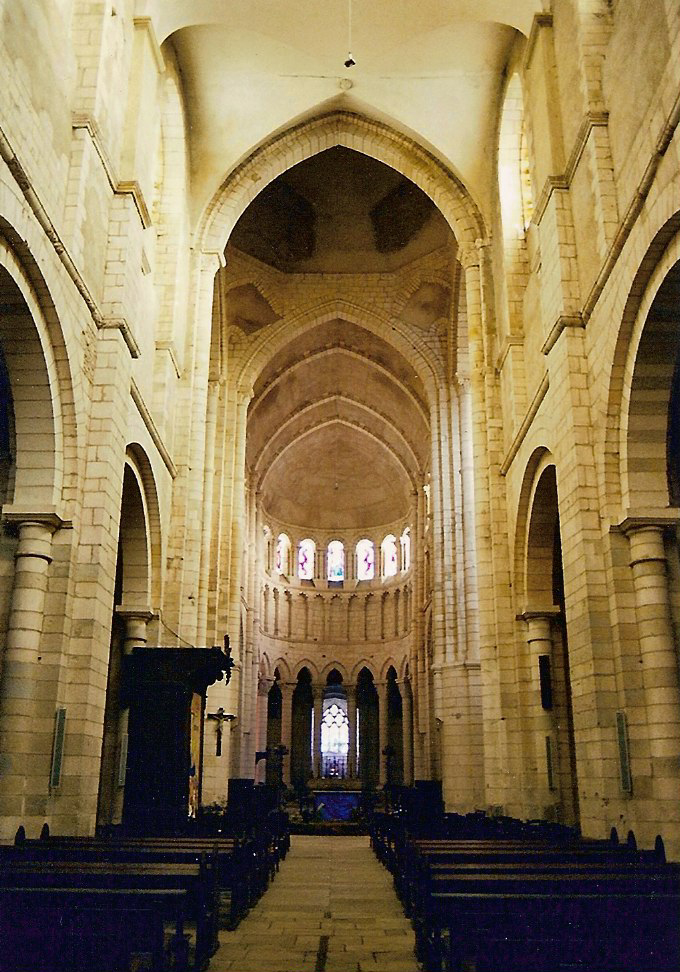
La Charité: Cluniazensischer Wandaufriss
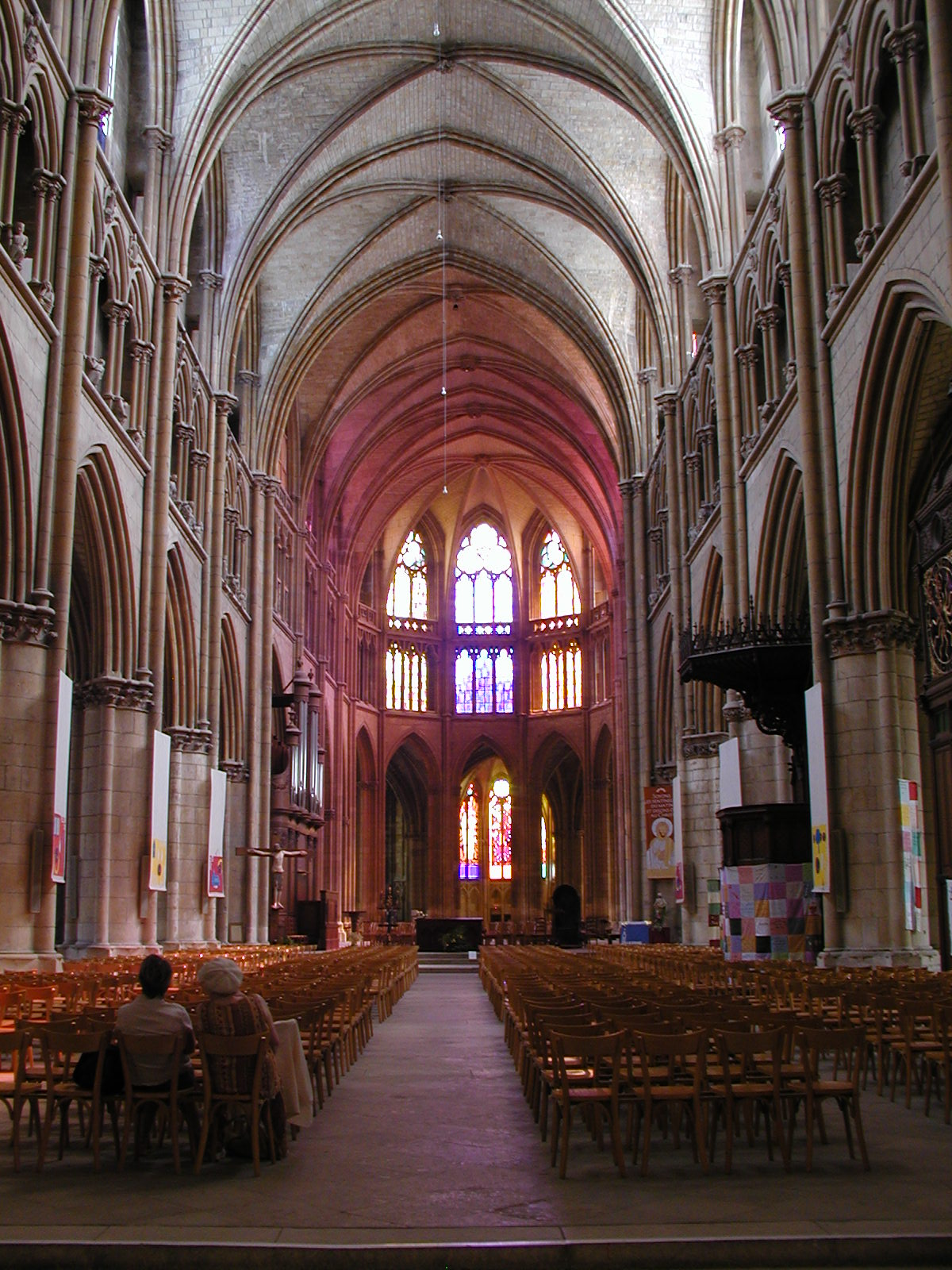
Nevers: Hauptwerk der Burgundischen Gotik (13. Jahrhundert)
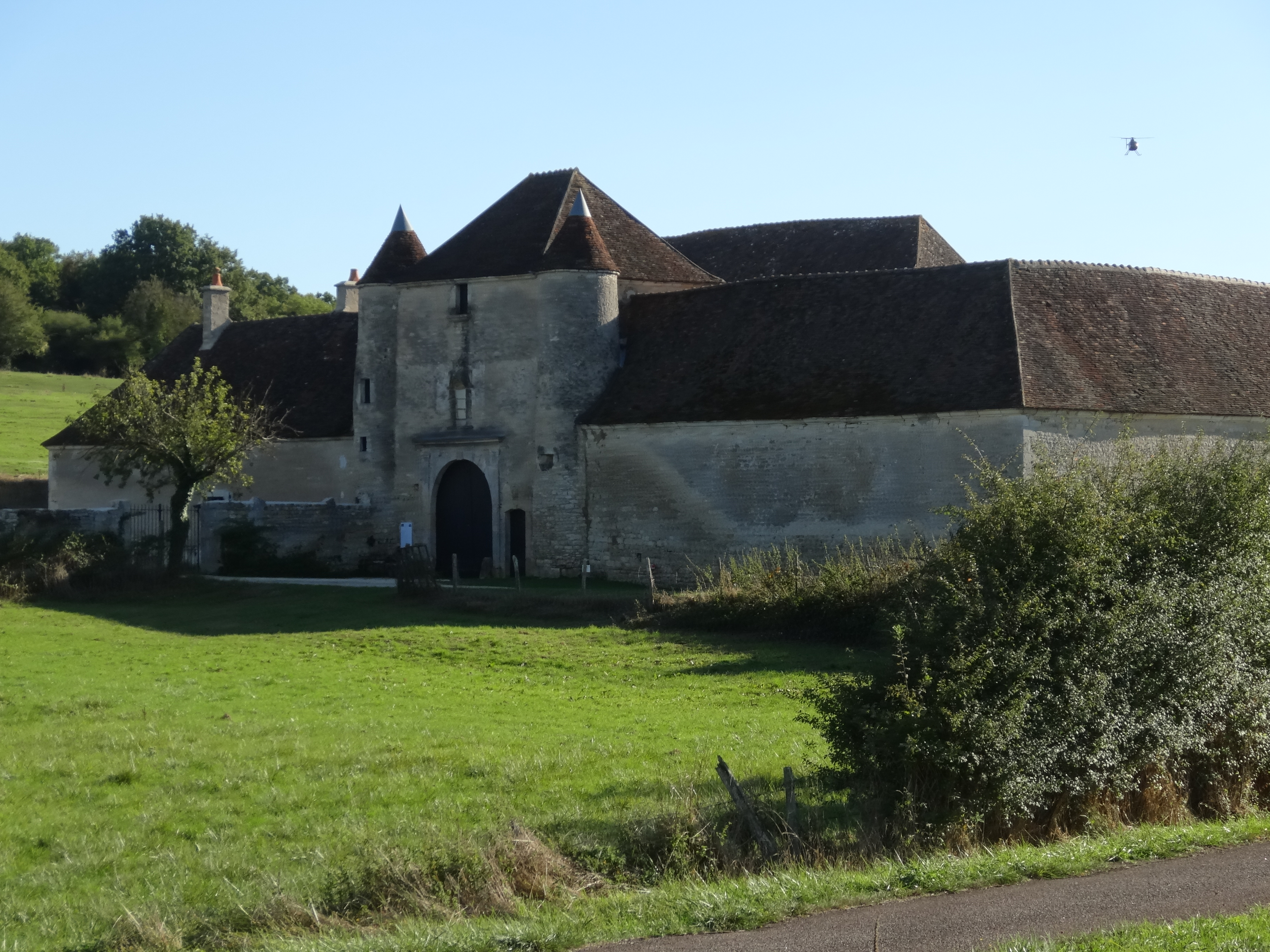
Pousseaux: Chartreuse de Basseville

## Saône-et-Loire
1. Notre-Dame-de-l’Assomption in Ameugny (11./12. Jahrhundert)
2. Sainte-Trinité in Anzy-le-Duc, ehem. Prioratskirche (11./12. Jahrhundert)
3. Autun, Kathedrale Saint-Lazare
4. Chapelle des Moines in Berzé-la-Ville (um 1100, mit Fresken der Erbauungszeit)
5. Bois-Sainte-Marie, ehem. Priorat (11./12. Jahrhundert)
6. Saint-Nazaire-Saint-Celse in Bourbon-Lancy, ehem. Priorat (11. Jahrhundert)
7. Saint-Pierre in Brancion (12. Jahrhundert; Fresken)
8. Saint-Nazaire-et-Saint-Celse in Briant (12. Jahrhundert)
9. Saint-Vincent in Chalon-sur-Saône, ehem. Kathedrale (11.–15. Jahrhundert)
10. Saint-Martin in Chapaize (11. Jahrhundert)
11. Charlieu, ehem. Benediktinerabtei (12. Jahrhundert, bedeutendes Tympanon)
12. Saint-Pierre-et-Saint-Paul in Châteauneuf (12. Jahrhundert)
13. Saint-Pierre in Chissey-lès-Mâcon (12. Jahrhundert)
14. Cluny, ehem. Benediktinerabtei (ab Ende 11. Jahrhundert)
15. Saint-Pierre-aux-Liens in Curbigny (12. Jahrhundert)
16. Saint-Ferréol in Curgy (11. Jahrhundert; Fresken)
17. Saint-Martin in Dezize-lès-Maranges (11. Jahrhundert)
18. Saint-Pierre in Domange bei Igé (11. Jahrhundert)
19. Saint-Barthélemy in Farges-les-Mâcon (11. Jahrhundert)
20. Notre-Dame-de-l'Assomption in Gourdon, ehem. Priorat (um 1100)
21. St-André in Iguerande, ehem. Priorat Saint-André (Ende 11. Jahrhundert)
22. Saint-Jacques-le-Majeur in Issy-l’Évêque (12. Jahrhundert)
23. La Ferté bei La Ferté-sur-Grosne, ehem. Zisterzienserabtei (12. Jahrhundert, abgegangen)
24. Saint-Martin in Laives, ehem. Priorat (11. Jahrhundert)
25. Laizy (12. Jahrhundert)
26. Saint-Christophe in Le Puley (romanisch)
27. Sainte-Marie-Madeleine in Le Villars (11. Jahrhundert)
28. ehem. Kathedrale von Mâcon (11./12. Jahrhundert)
29. Notre-Dame-de-la-Nativité in Malay (um 1100)
30. Saint-Denis in Massy, ehem. Priorat Saint-Martin (11. Jahrhundert)
31. Maizières bei Saint-Loup-Géanges, ehem. Zisterzienserabtei
32. Saint-Blaise in Mazille, ehem. Priorat (um 1100)
33. Saint-Pierre-et-Saint-Paul in Montceaux-l’Étoile (12. Jahrhundert; Tympanon)
34. Saint-Vincent in Mont-Saint-Vincent, ehem. Priorat (um 1100)
35. Saint-Gervais-et-Saint-Protais in Ozenay (12. Jahrhundert)
36. Paray-le-Monial, ehem. Benediktinerabtei (um 1100)
37. Saint-Pierre-et-Saint-Benoît in Perrecy-les-Forges, ehem. Priorat (11. Jahrhundert; Narthex 12. Jahrhundert)
38. Pierreclos, Burgkapelle (12. Jahrhundert)
39. Saint-Germain-et-Saint-Benoît in Saint-Germain-en-Brionnais, ehem. Priorat (Ende 11. Jahrhundert)
40. Saint-Hippolyte bei Bonnay, ehem. Priorat (Ruine, 12. Jahrhundert)
41. Saint-Julien in Saint-Julien-de-Jonzy (im Kern 12. Jahrhundert; Tympanon)
42. Saint Martin in Saint-Martin-de-Lixy
43. Saint-Donat in Saint-Point (11./12. Jahrhundert)
44. Saint-Vincent in Saint-Vincent-des-Prés (11. Jahrhundert)
45. Saint-Hilaire in Semur-en-Brionnais (12. Jahrhundert)
46. Saint-Julien in Sennecey-le-Grand (11. Jahrhundert)
47. Saint-Nicolas in Sigy-le-Châtel, ehem. Priorat (12. Jahrhundert)
48. Saint-Pierre in Solutré-Pouilly (12. Jahrhundert)
49. Notre-Dame in Suin (12. Jahrhundert)
50. Saint-Jean-Baptiste in Toulon-sur-Arroux (um 1100)
51. Abteikirche Saint-Philibert und ehem. Benediktinerabtei Tournus (11. Jahrhundert)
52. Sainte-Marie-Madeleine in Tournus, ehem. Priorat (romanisch)
53. Saint-Pierre in Uchizy, ehem. Priorat (11. Jahrhundert)
54. Saint-Roch in Uchon (12. Jahrhundert)
55. Saint-Pierre-aux-Liens in Varenne-l’Arconce, ehem. Priorat (Anf. 12. Jahrhundert)
56. Saint-Roch in Vaux-en-Pré (11./12. Jahrhundert)

Kirchen und Klöster im Département Saône-et-Loire
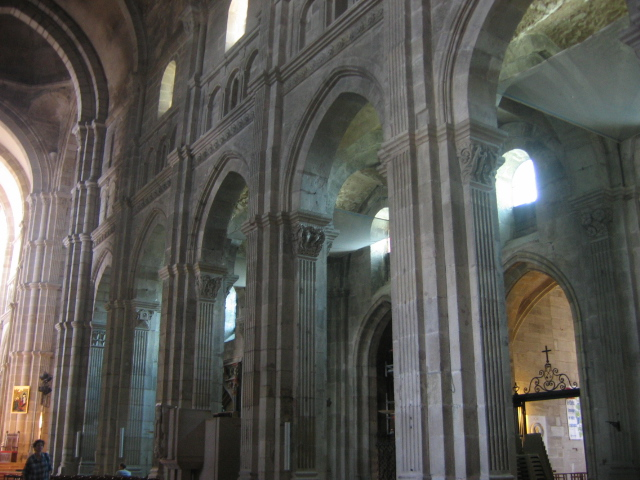
Autun: Cluniazensischer Wandaufriss
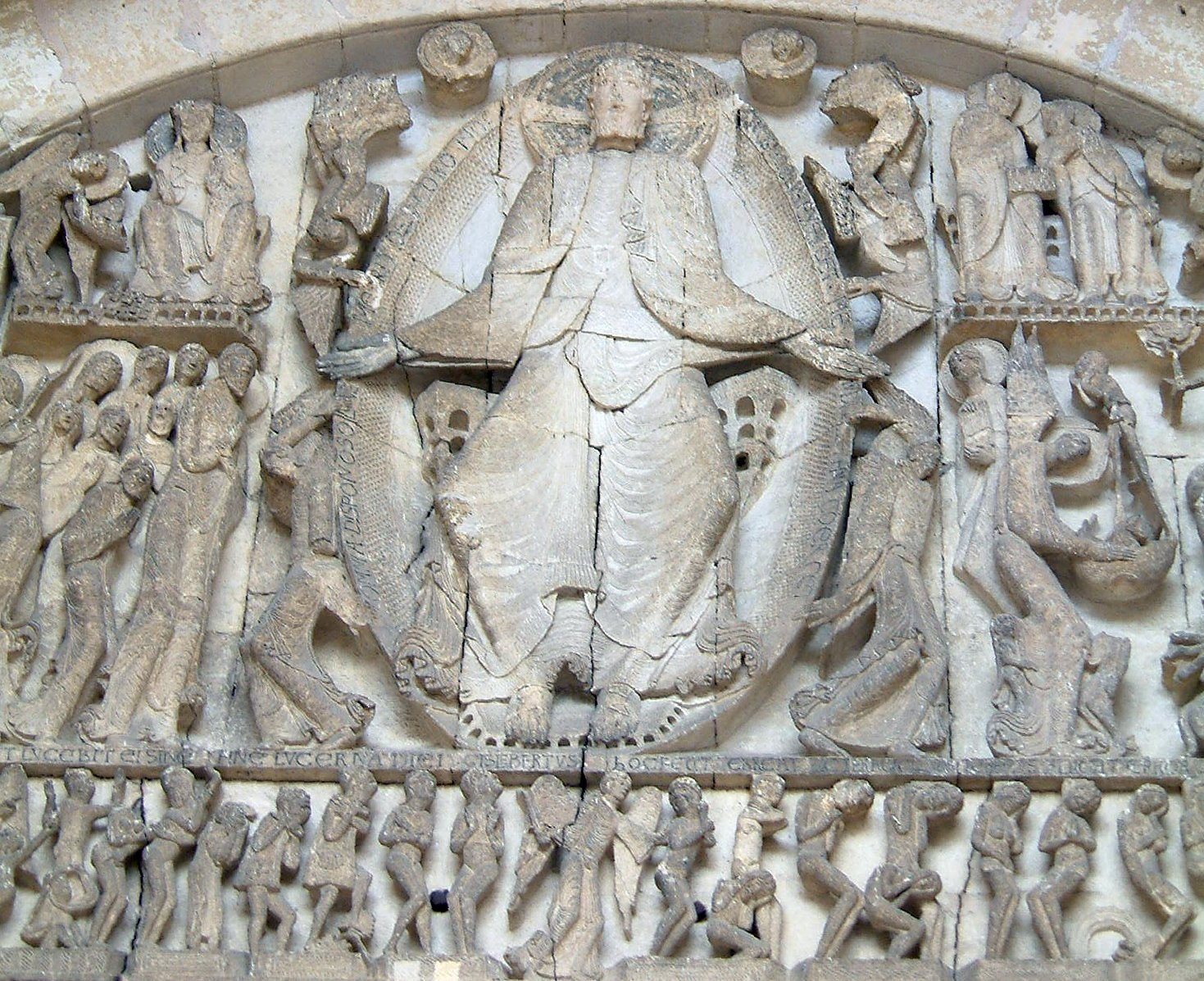
Autun: Tympanon
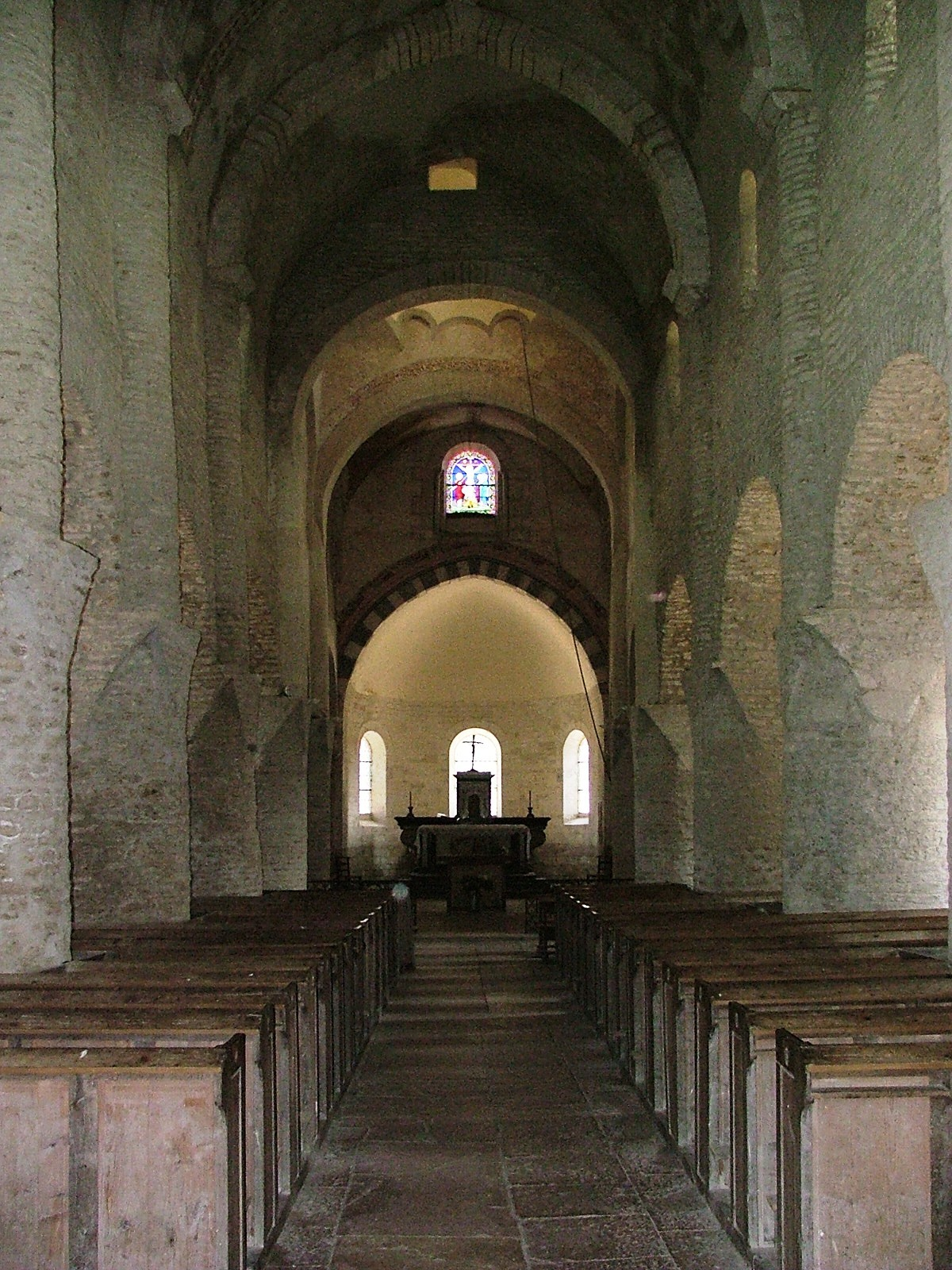
Chapaize: Wölbung des 11. Jahrhunderts
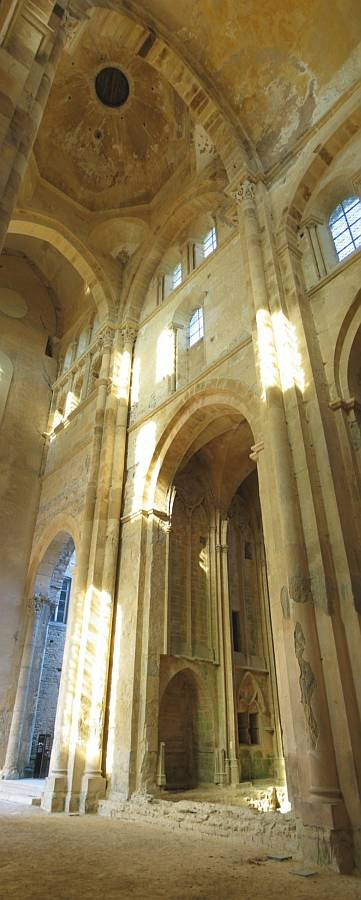
Cluny: Wandaufriss
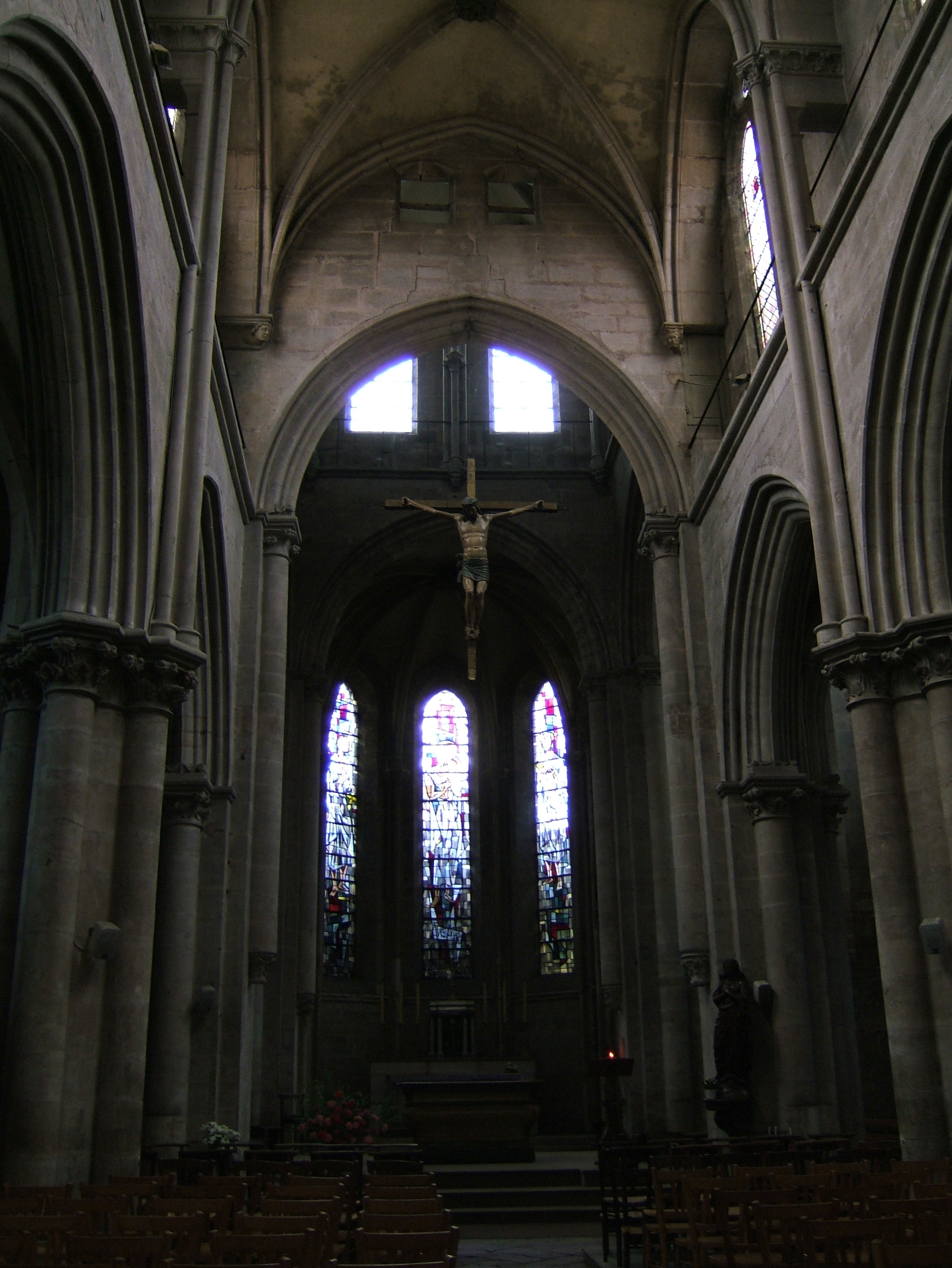
Cluny: Pfarrkirche (13. Jahrhundert)
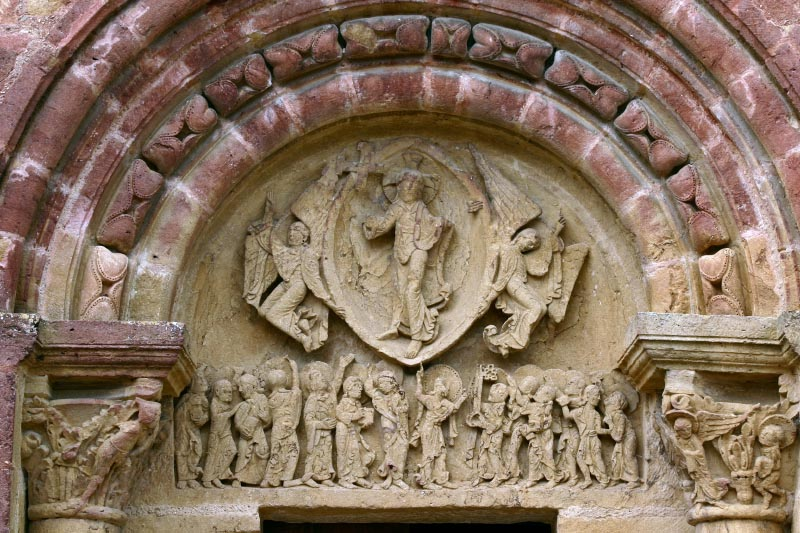
Montceaux-l'Etoile: Tympanon (12. Jahrhundert)
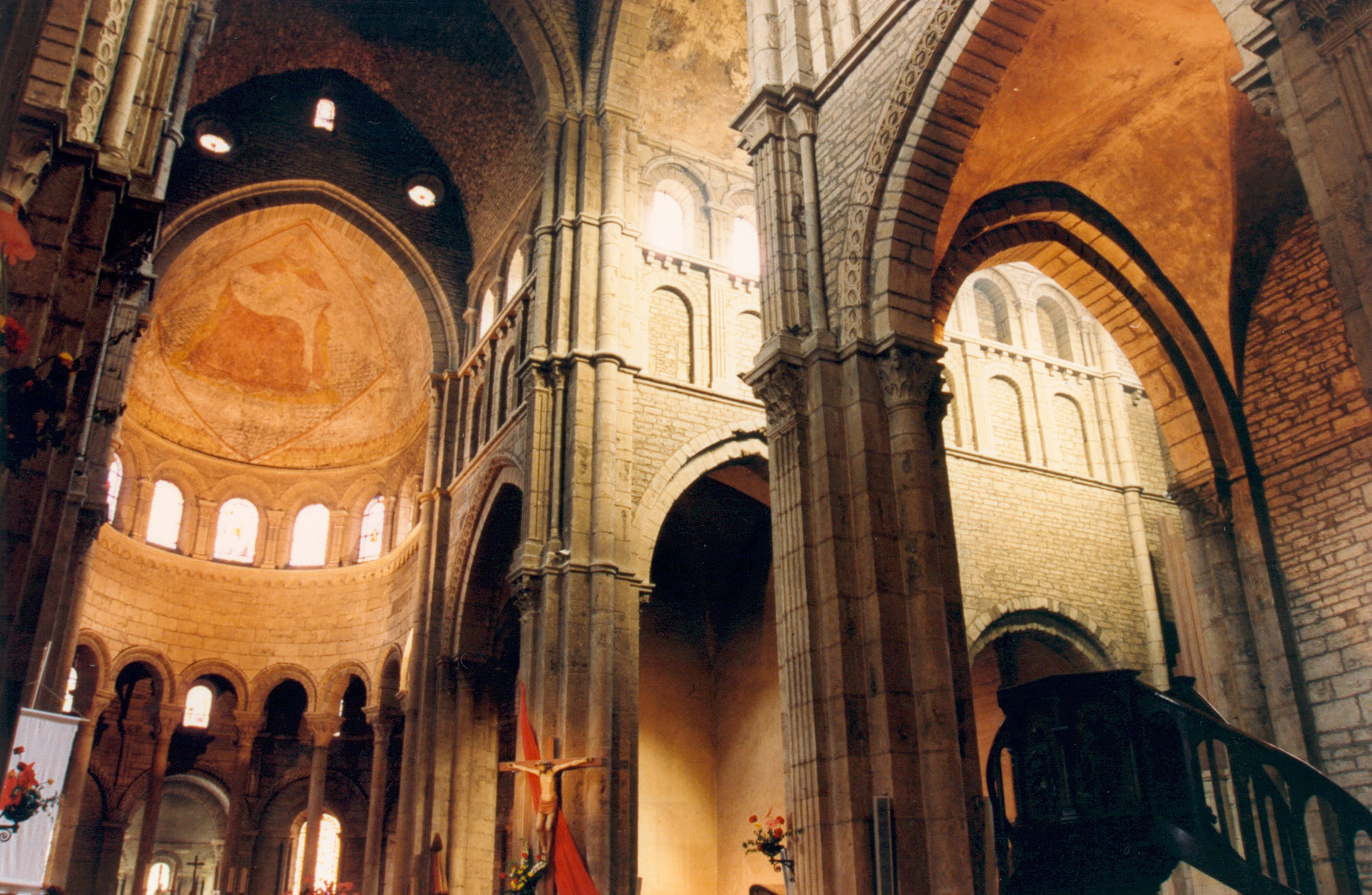
Paray-le-Monial: Cluniazensischer Wandaufriss
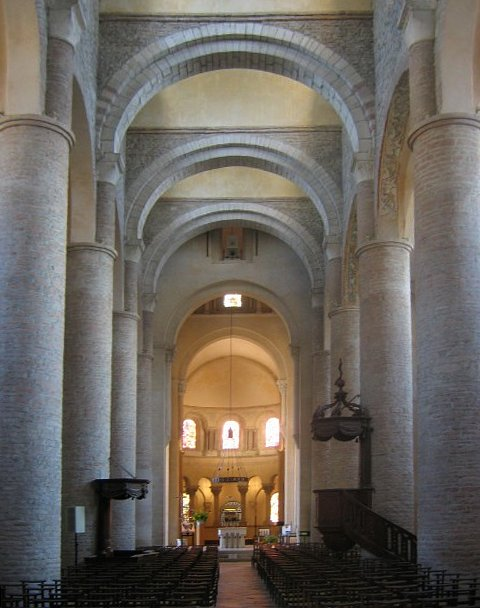
Tournus: Saint-Philibert (11. Jahrhundert)
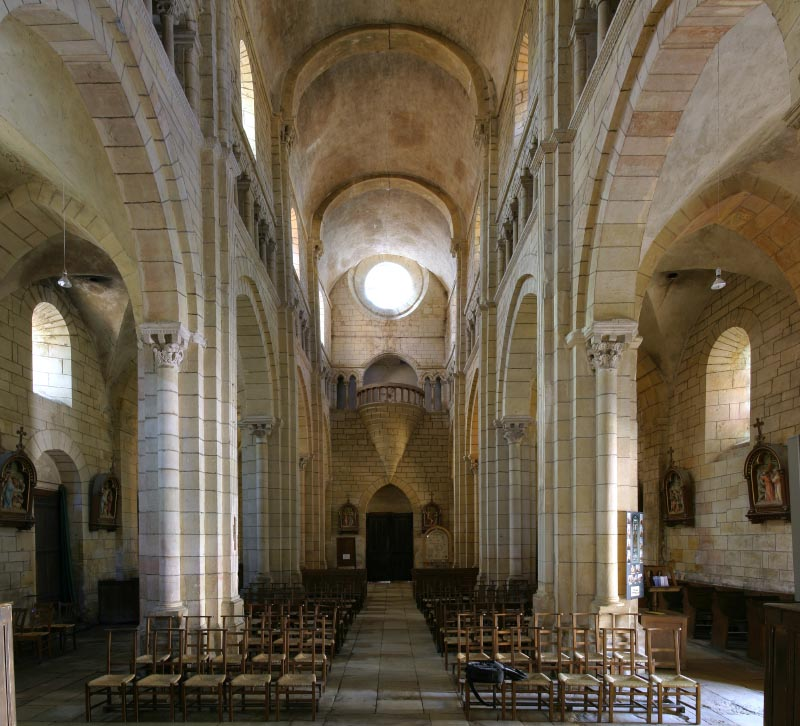
Semur-en-Brionnais: Saint-Hilaire (12. Jahrhundert)

## Yonne
1. Saint-Jacques-le-Majeur in Asquins (im Kern 12. Jahrhundert)
2. Kathedrale Saint-Étienne in Auxerre (Hauptbauzeit 13. Jahrhundert)
3. Saint-Germain d’Auxerre, ehem. Benediktinerabtei (Neubau 13. Jahrhundert über romanischer Krypta mit karolingischen Fresken)
4. Saint-Eusèbe in Auxerre, ehem. Prioratskirche (13. Jahrhundert, Chor 16. Jahrhundert)
5. Avallon, ehem. Stiftskirche (11./12. Jahrhundert; Portalplastik)
6. Saint-Vérain in Bazarnes (im Kern 12. Jahrhundert)
7. Saint Martin in Chablis (12. Jahrhundert)
8. Saint-Romain in Druyes-les-Belles-Fontaines (12. Jahrhundert)
9. Notre-Dame in Givry (im Kern 12. Jahrhundert)
10. Saint-Phal in Gy-l’Évêque (13. Jahrhundert)
11. La Charité bei Lézinnes, ehem. Zisterzienserabtei
12. Saint-Germain in La Ferté-Loupière (Fresken 15./16. Jahrhundert)
13. Les Echarlis in Villefranche-Saint Phal, ehem. Zisterzienserabtei (12. Jahrhundert; ger. Reste)
14. Notre-Dame in Lucy-sur-Yonne, ehem. Abtei Saint-Potentien (im Kern 11. Jahrhundert)
15. Marcilly, ehem. Zisterzienserabtei
16. Notre-Dame-de-l’Assomption in Montréal (12. Jahrhundert)
17. Notre-Dame in Noyers (15. Jahrhundert)
18. Saint-Sébastien in Parly (im Kern 12. Jahrhundert)
19. Pontigny, ehem. Zisterzienserabtei
20. Notre-Dame in Prégilbert (um 1200)
21. Quincy in Commissey bei Tanlay, ehem. Zisterzienserabtei
22. Saint-Florentin in Saint-Florentin (14.–16. Jahrhundert)
23. Saint-Père-sous-Vézelay (13. Jahrhundert)
24. Kathedrale von Sens (12. Jahrhundert)
25. Abtei Sainte-Colombe in Sens (abgegangen)
26. Saint-Pierre in Tonnerre, ehem. Stiftskirche (16. Jahrhundert)
27. Ste-Marie-Madeleine de Vézelay, ehem. Benediktinerabtei (Hauptbauzeit 12. Jahrhundert), zählt seit 1979 zum UNESCO-Weltkulturerbe
28. Saint-André in Voutenay-sur-Cure (im Kern 12. Jahrhundert)

Kirchen und Klöster im Département Yonne
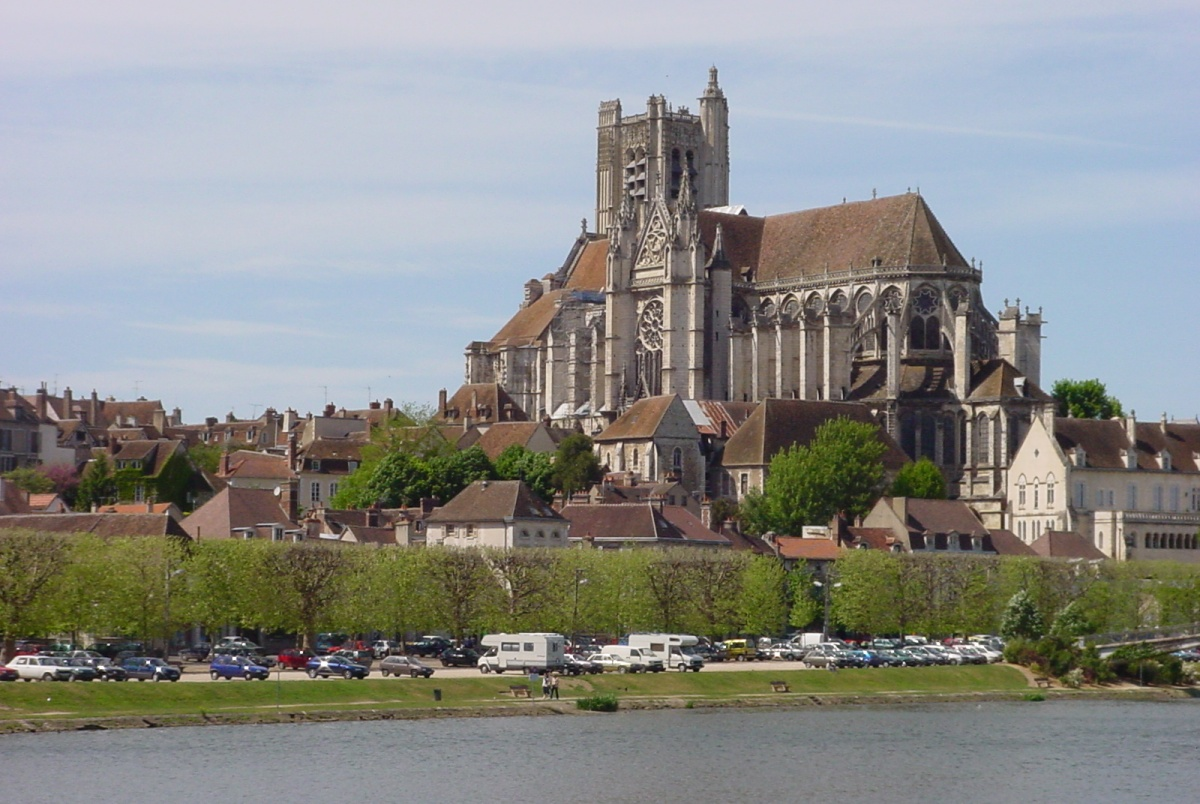
Auxerre: Kathedrale Saint Étienne
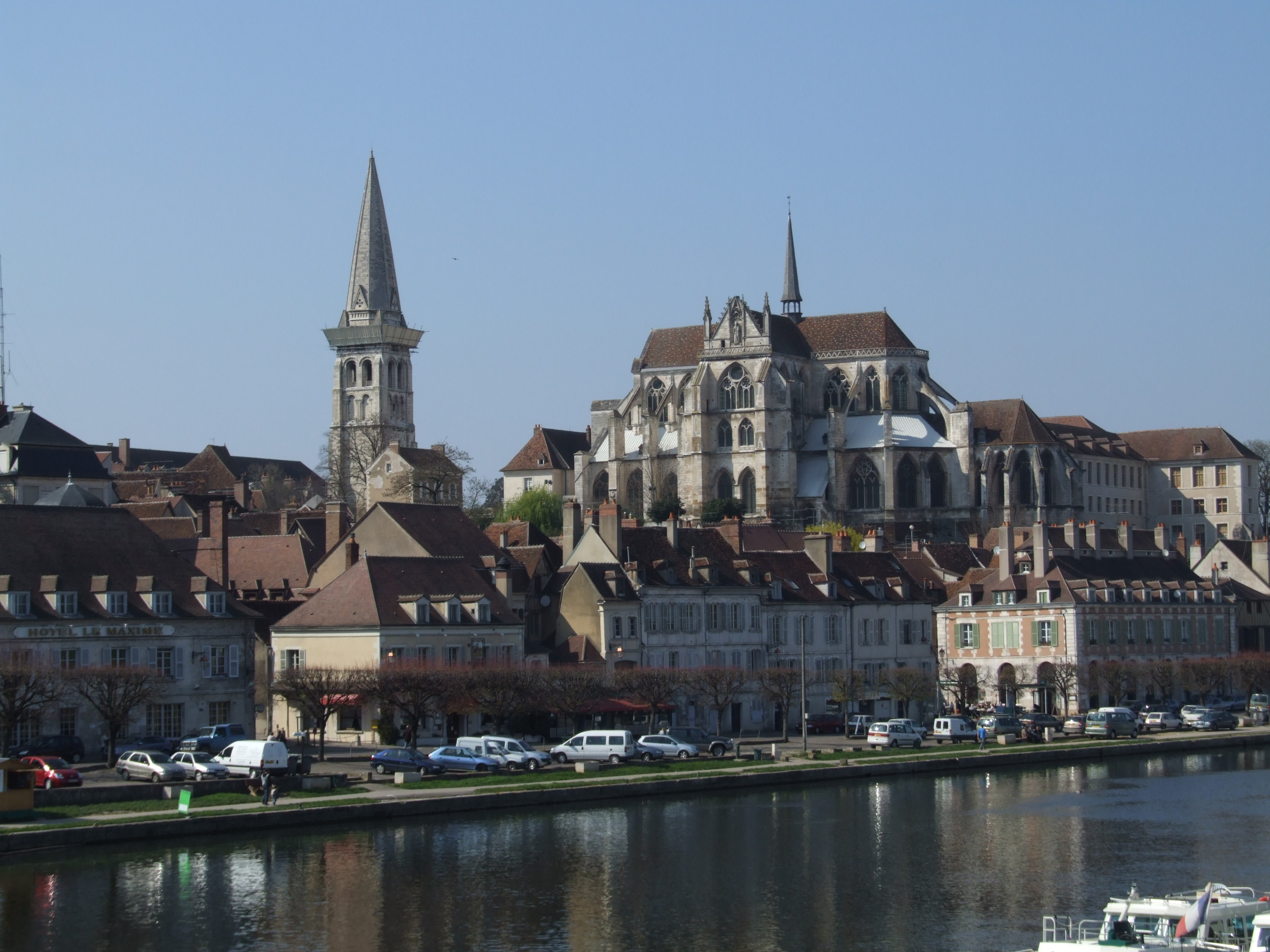
Auxerre: Saint Germain d’Auxerre
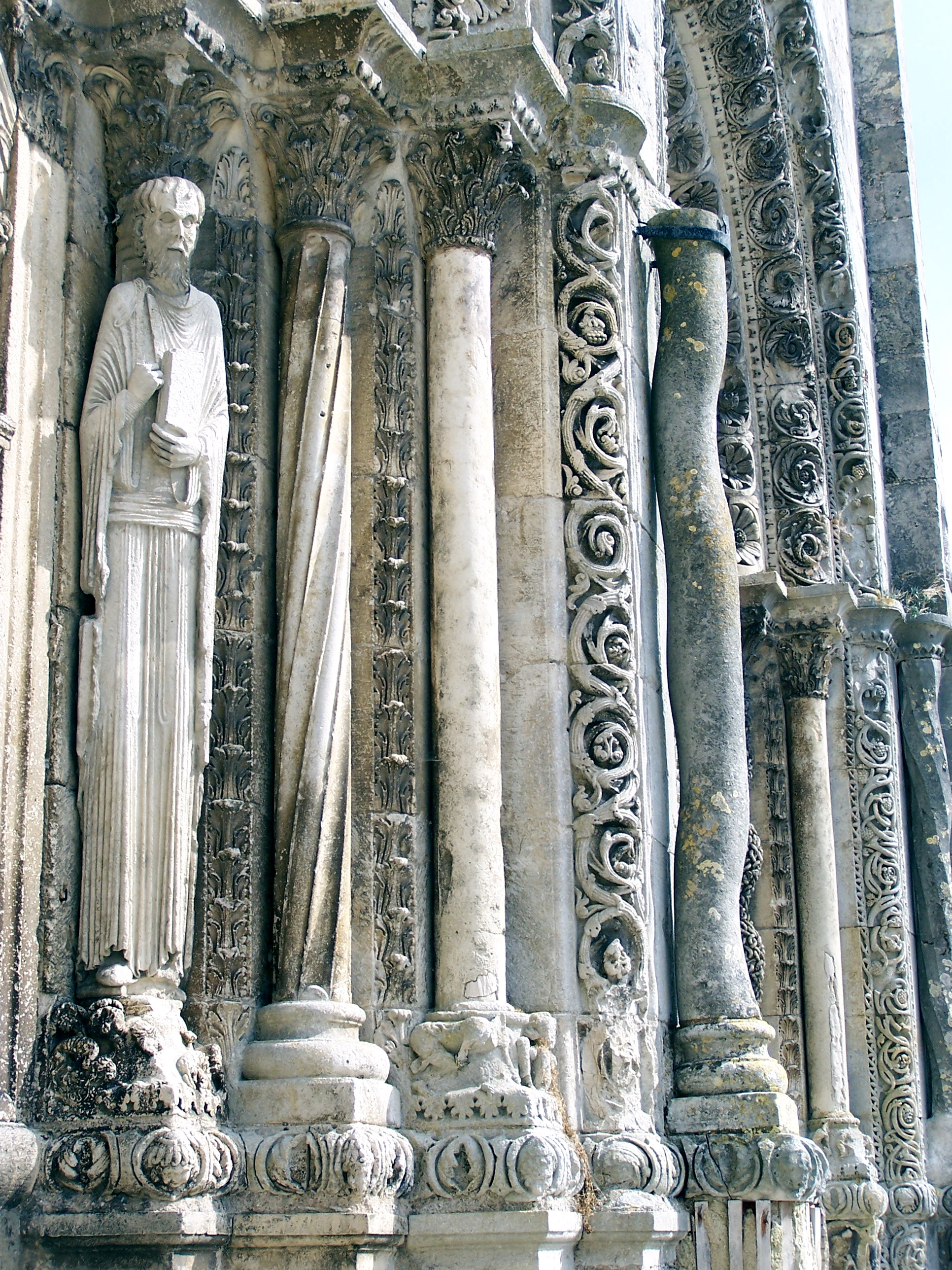
Avallon: Portalplastik (12. Jahrhundert)
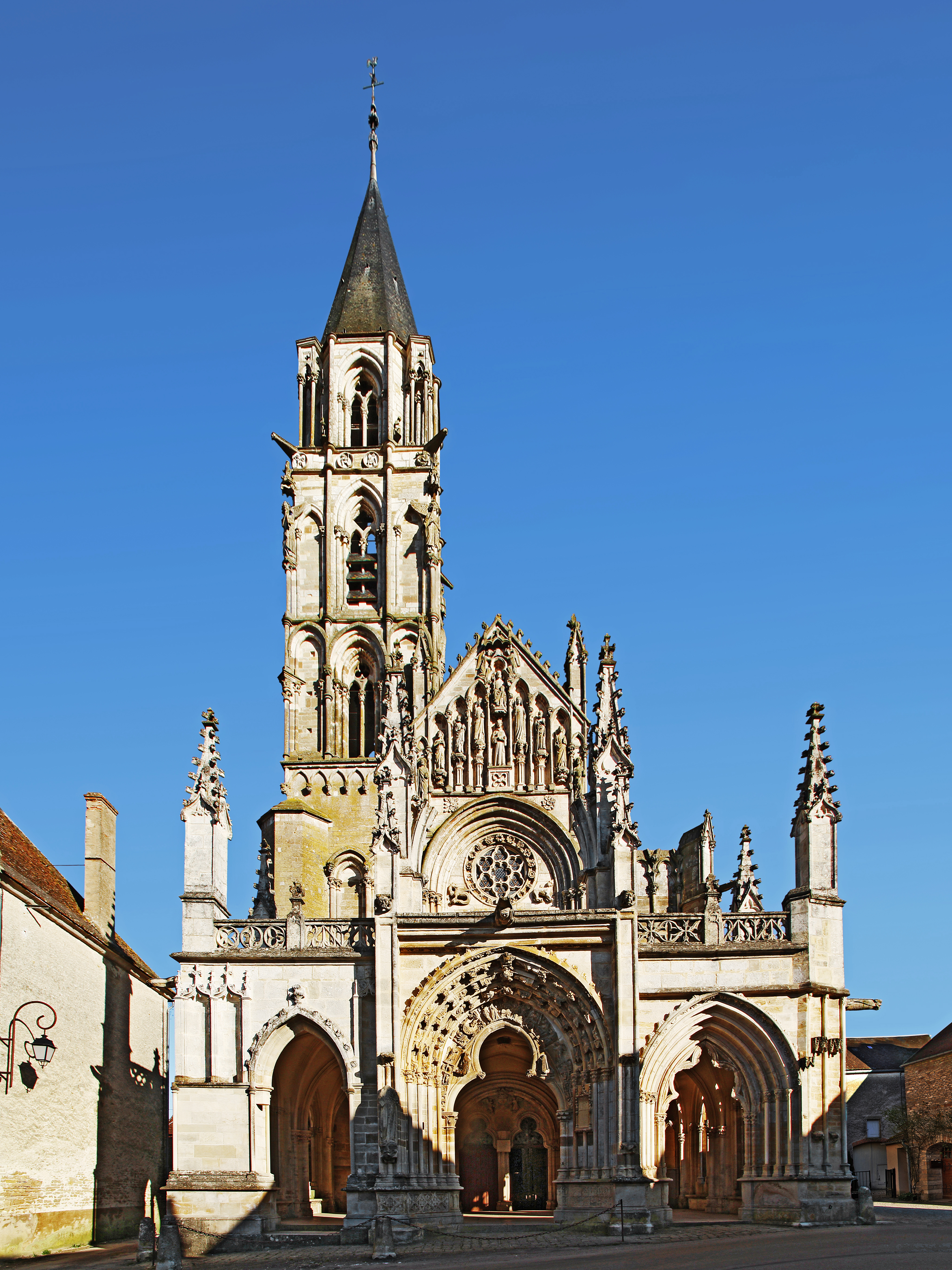
Saint-Père-sous-Vézelay: Gotische Fassade
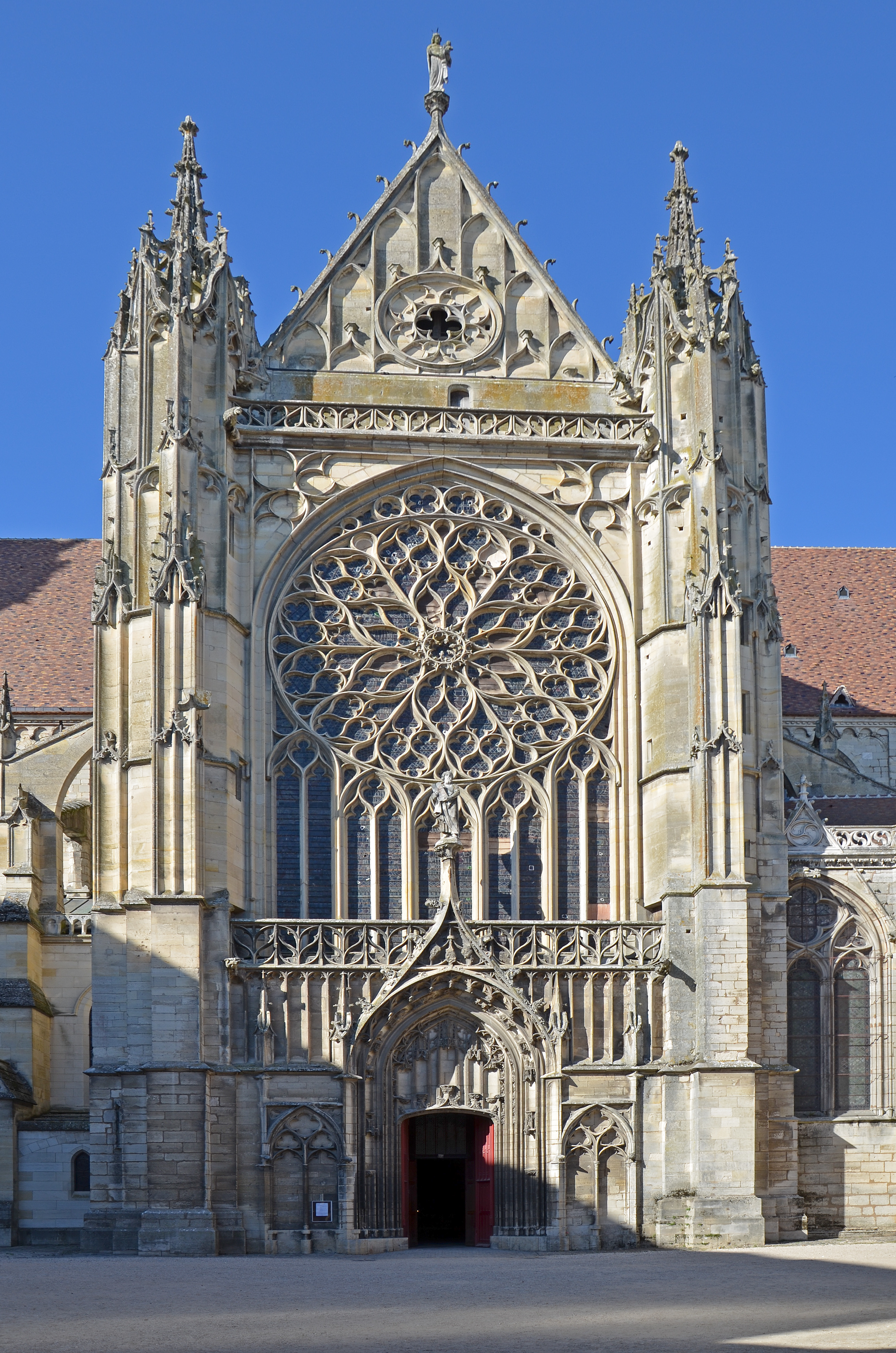
Kathedrale von Sens: Früheste gotische Architektur in Burgund
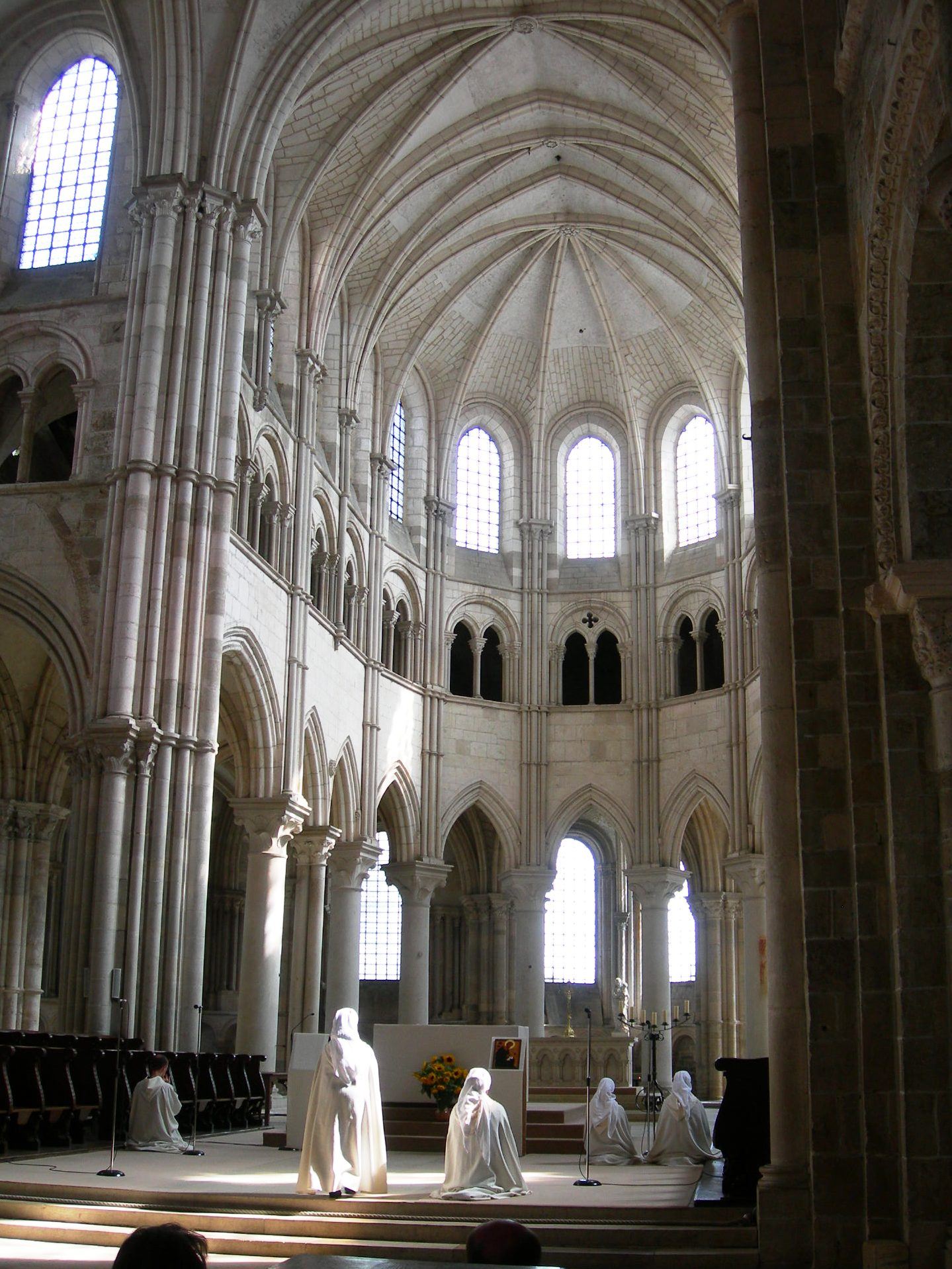
Ste-Marie-Madeleine de Vézelay: Gotischer Chor
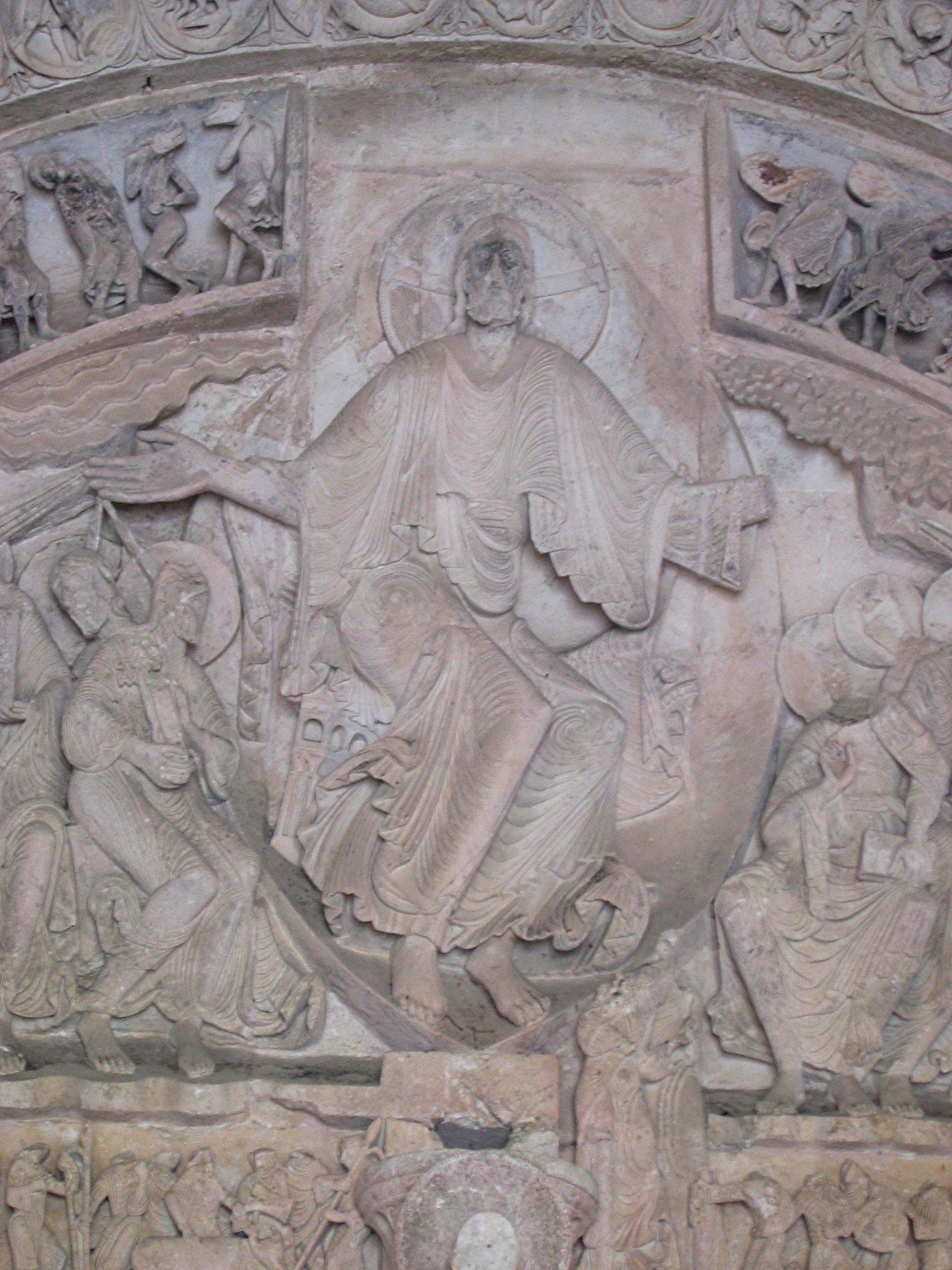
Ste-Marie-Madeleine de Vézelay: Tympanon